# Biserica reformată din Căpușu Mare

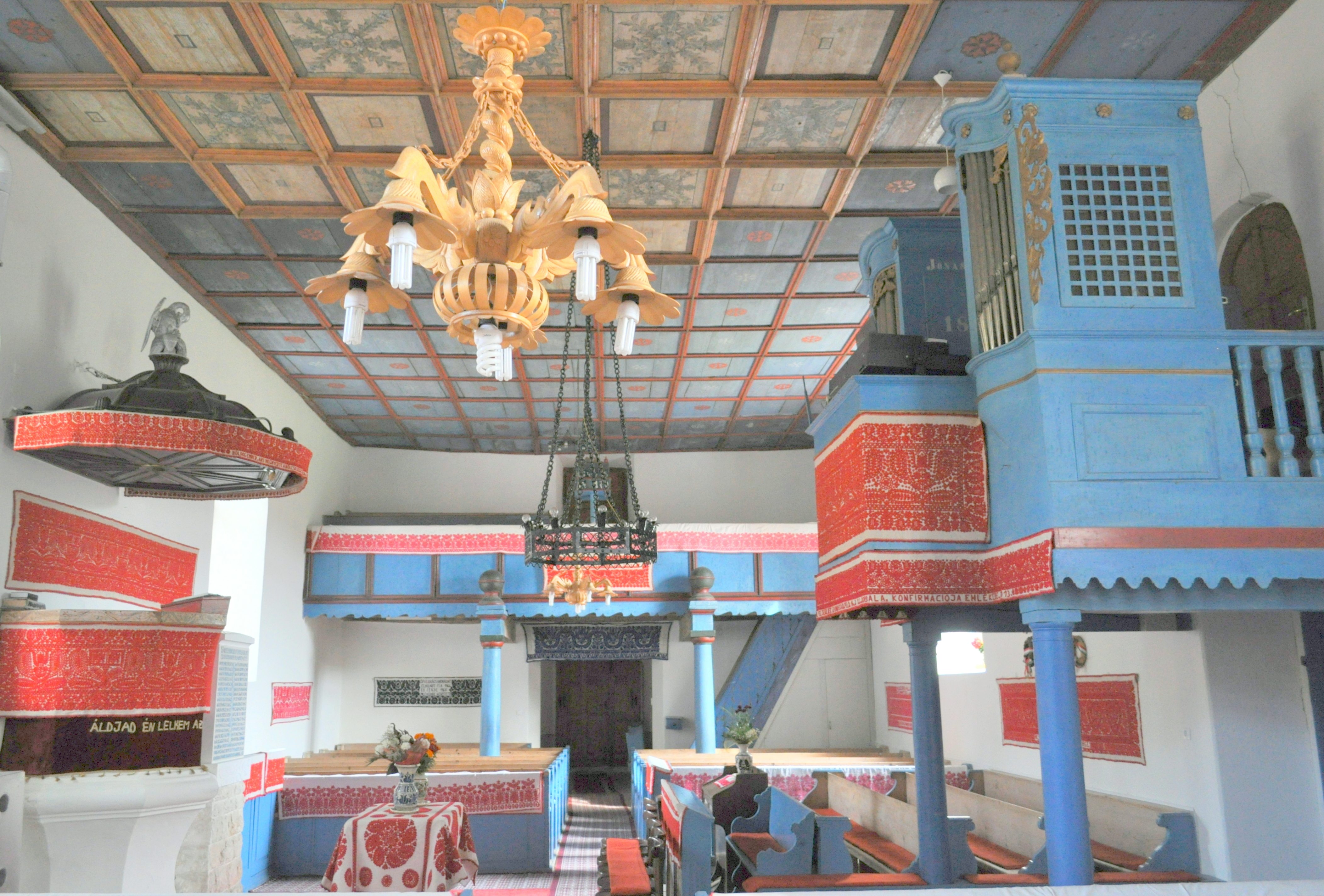
Interiorul bisericii reformate din Căpușu Mare

Biserica reformată din Căpușu Mare este un monument istoric aflat pe teritoriul satului Căpușu Mare; comuna Căpușu Mare.

## Localitatea
Căpușu Mare (în maghiară Magyarkapus, în germană Grossthoren) este satul de reședință al comunei cu același nume din județul Cluj, Transilvania, România. Prima menționare documentară a satului Căpușu Mare este din anul 1282 sub numele de villa Kopus. În Evul Mediu era sat preponderent maghiar, aparținând episcopatului ardelean, apoi domeniu latifundiar al Gilăului.

## Biserica
Biserica a fost construită în secolul al XVII-lea, apoi între 1742-1759 a fost restaurată. În acea perioadă a fost realizat și tavanul de lemn casetat și mobilierul bisericesc. Sanctuarul medieval a fost demolat între 1844-1845 pentru a mări capacitatea bisericii și a construi turnul care există și în prezent.
În timpul restaurării complete a bisericii din anul 2006, KÖH (Oficiul Maghiar al Patrimoniului Cultural) a sprijinit restaurarea celor 24 de casete ale tavanului de lemn cu un milion și jumătate de forinți. Lucrarea a fost realizată de pictorul-restaurator Ferenc Mihály.

## Imagini din exterior

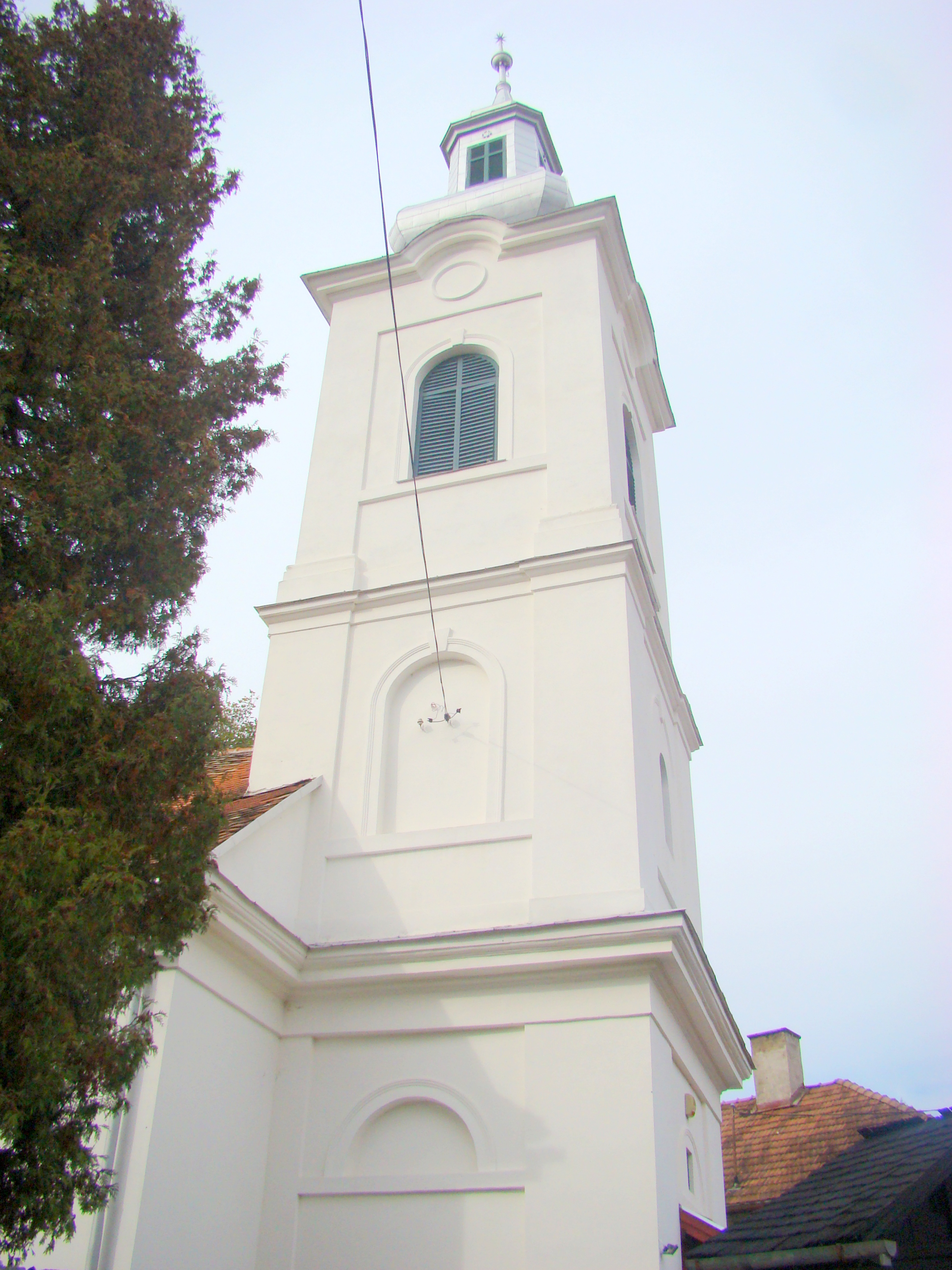
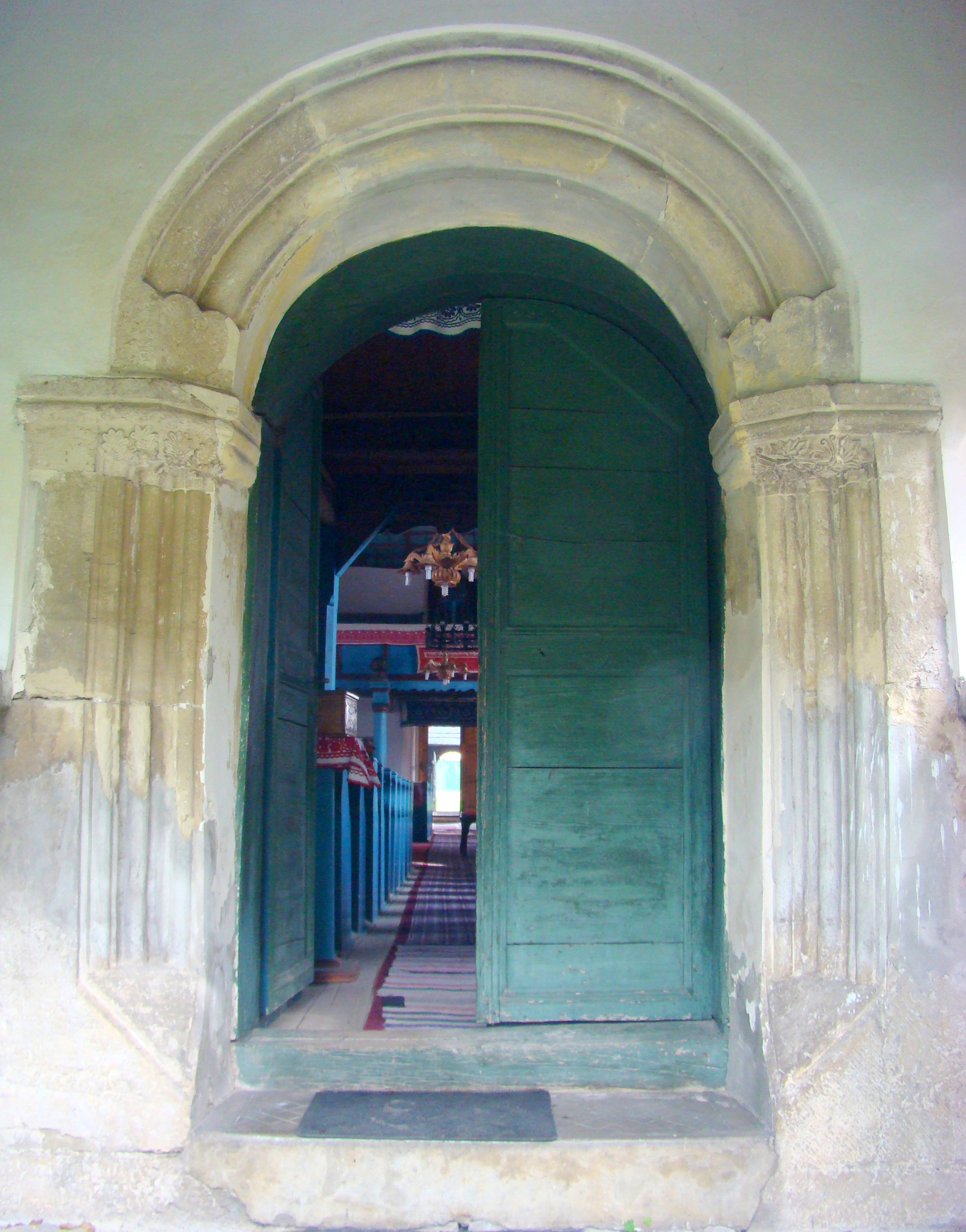
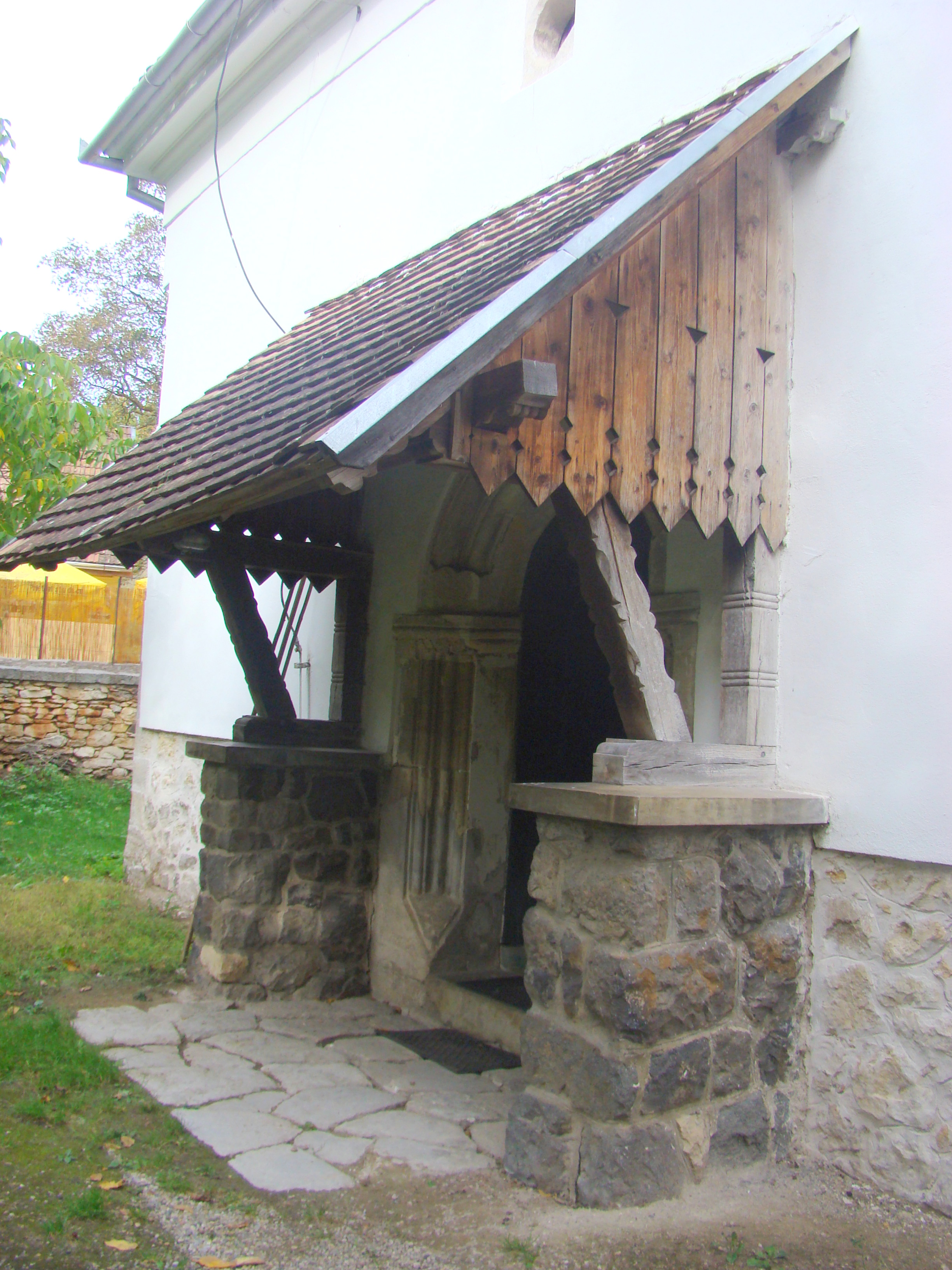
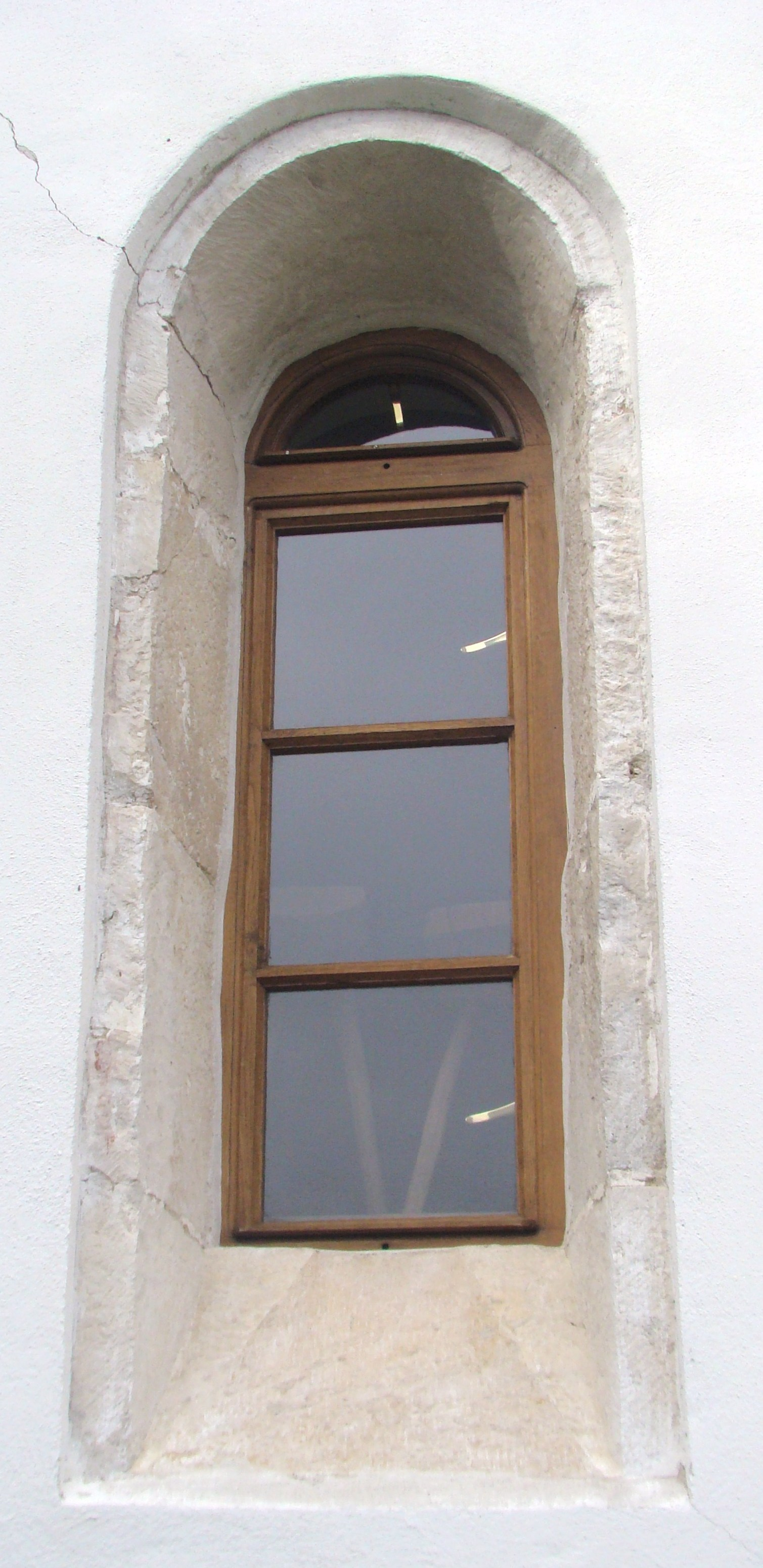
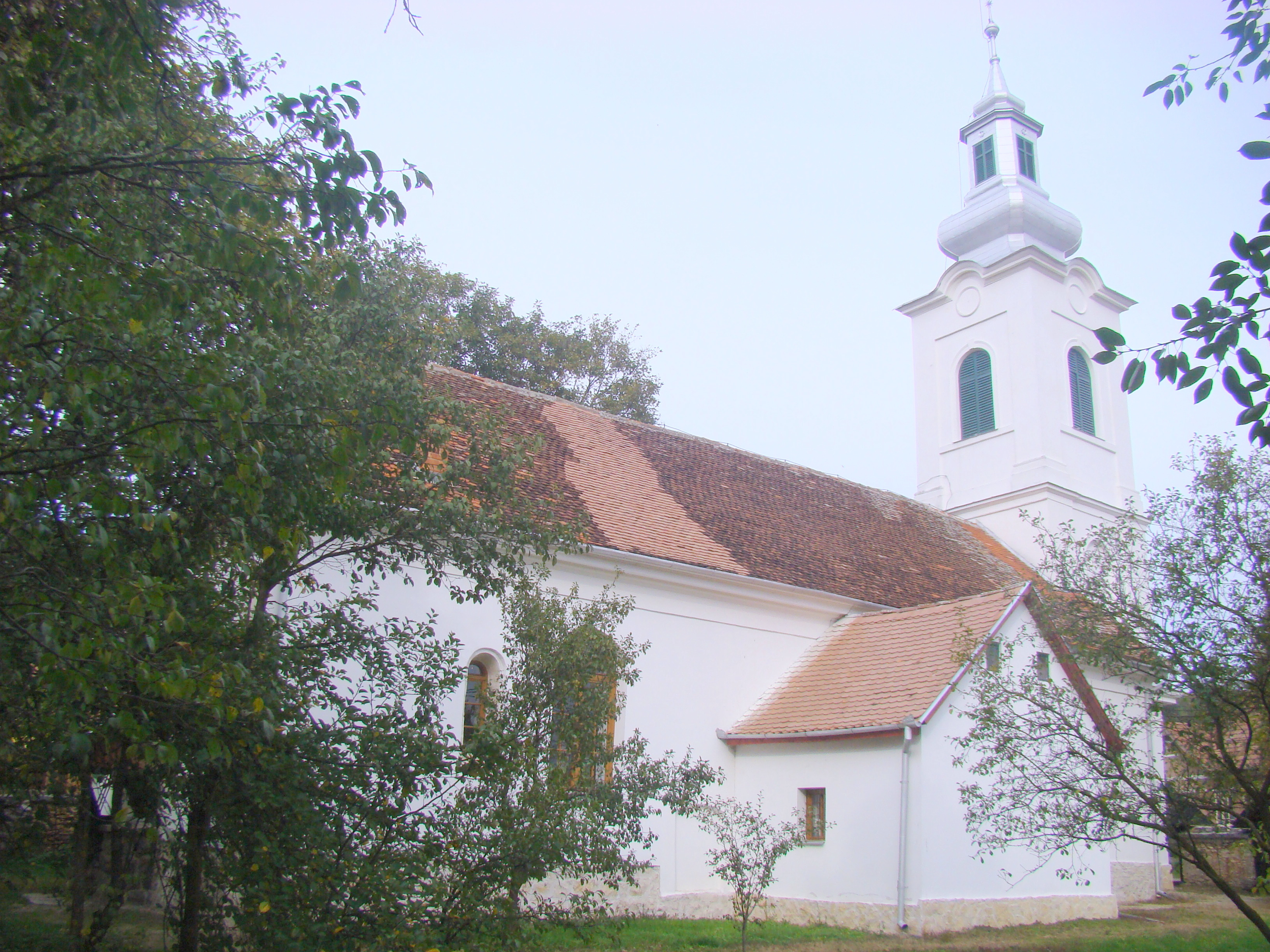
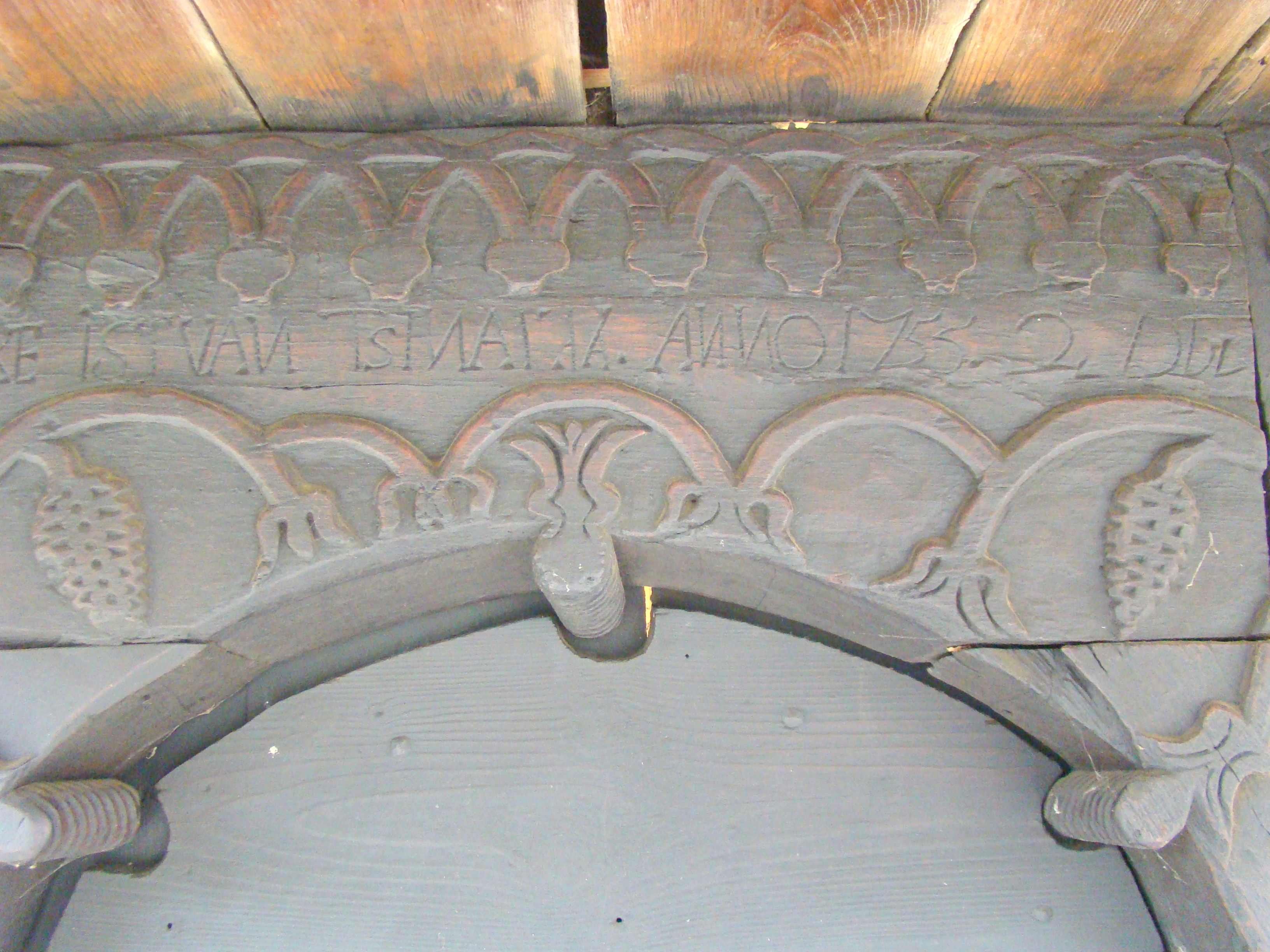
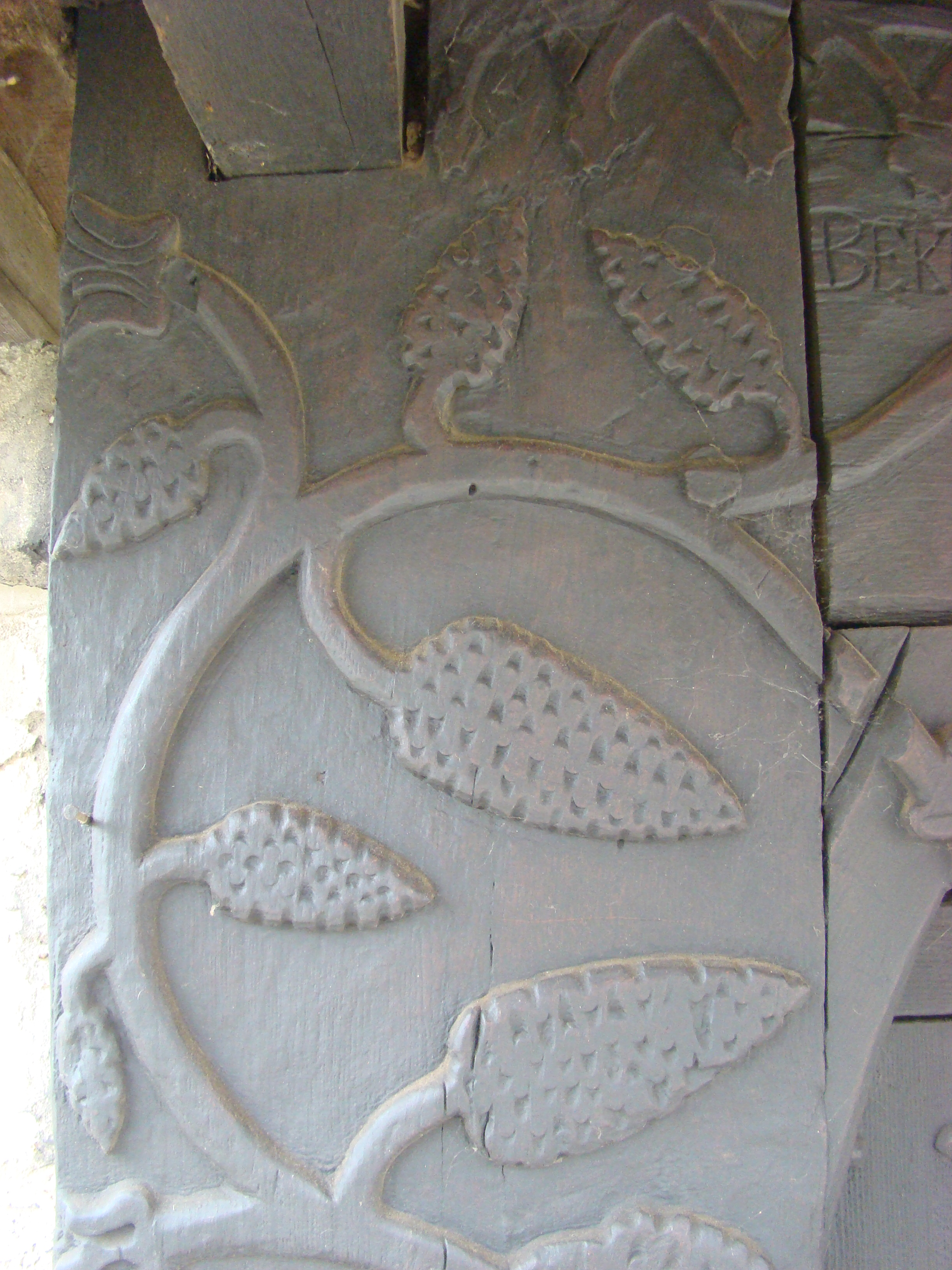
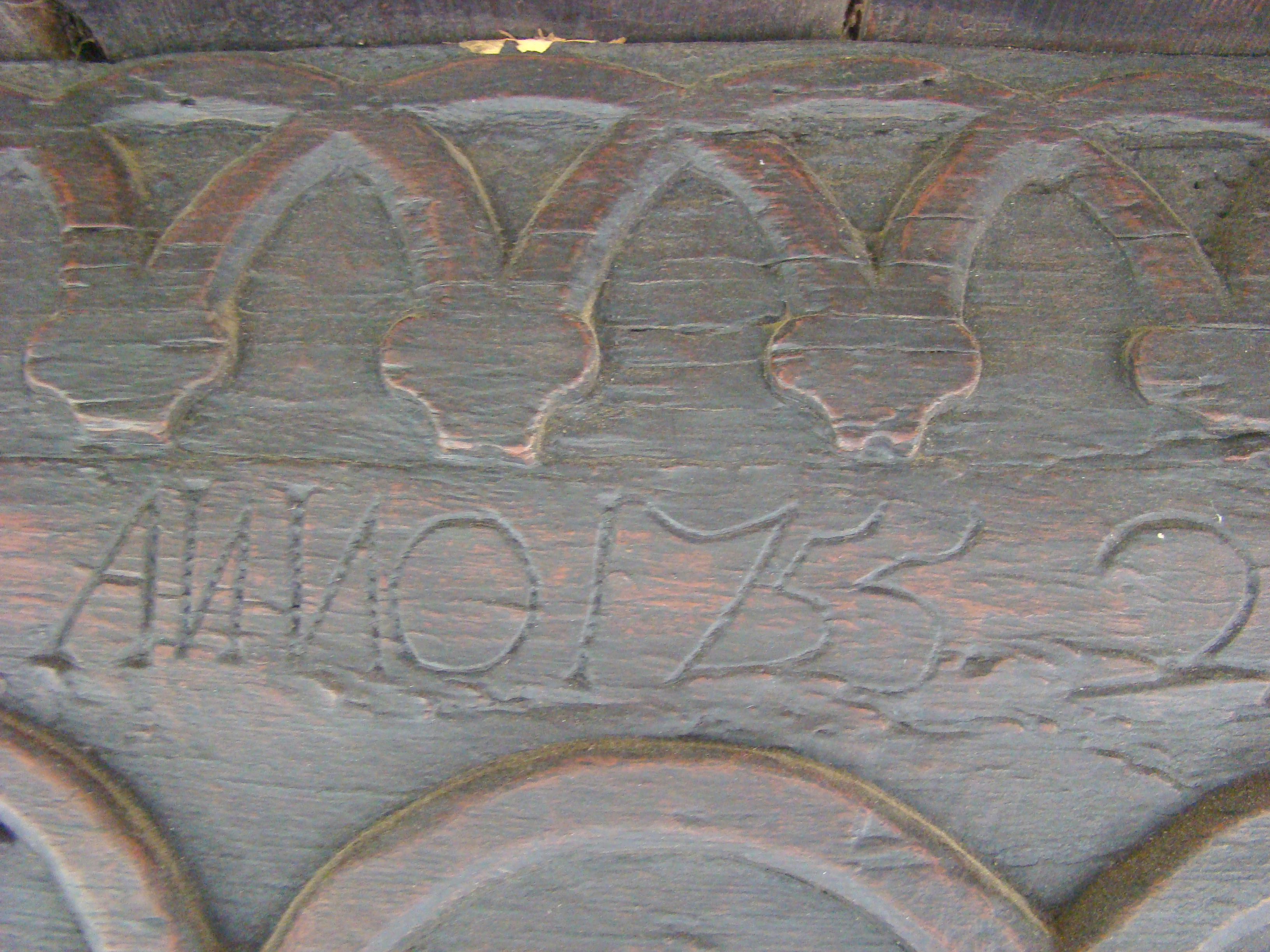
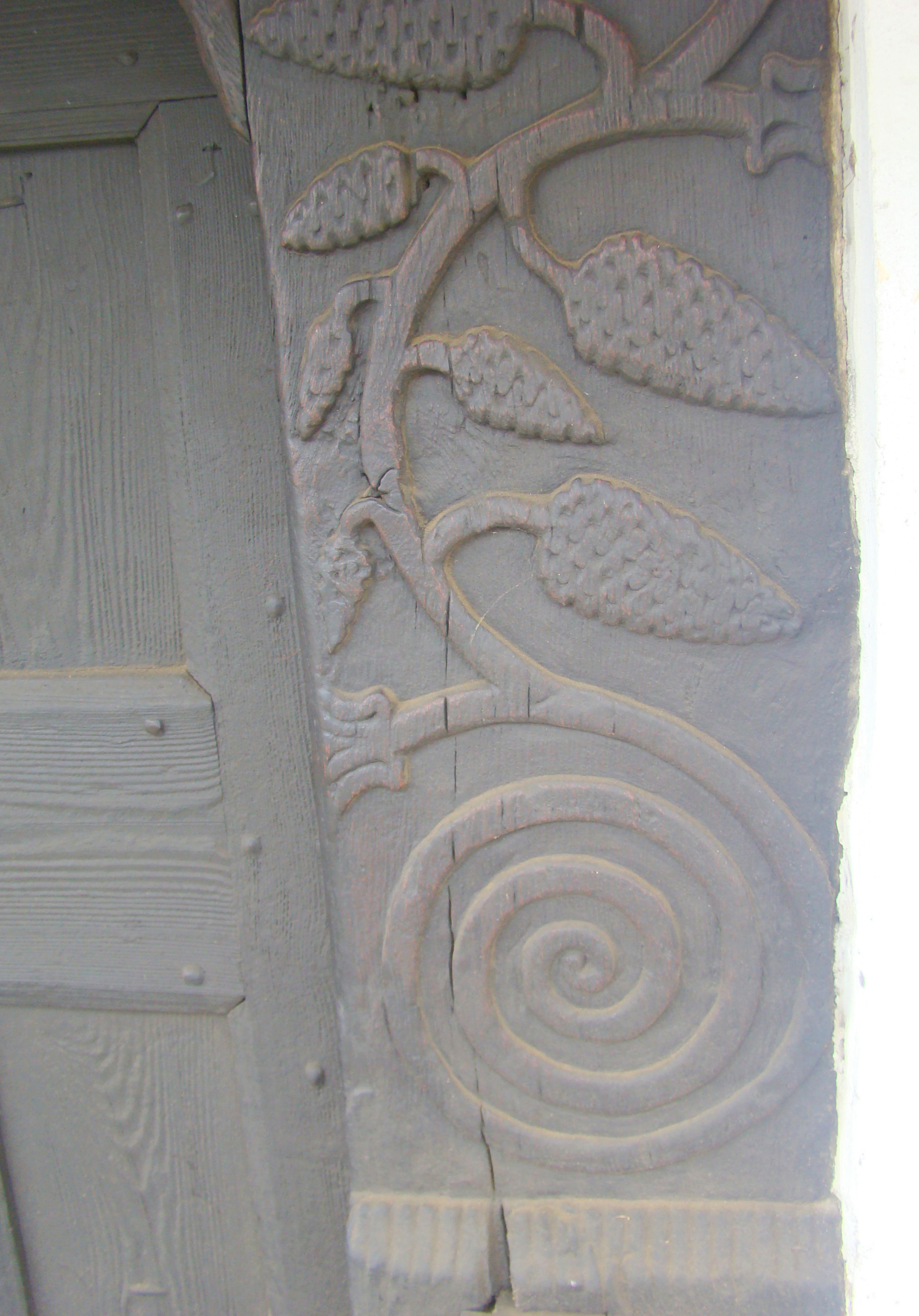
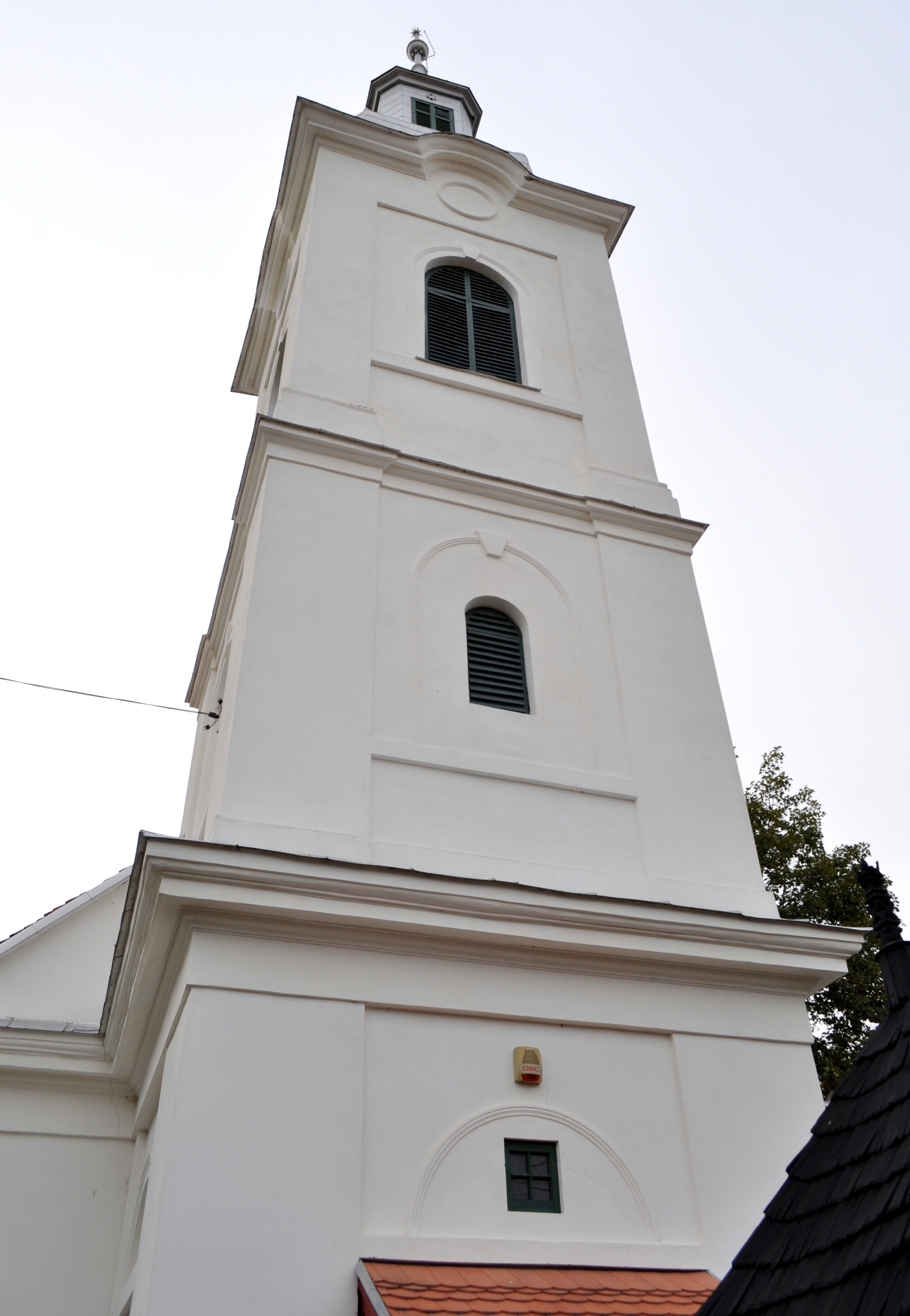
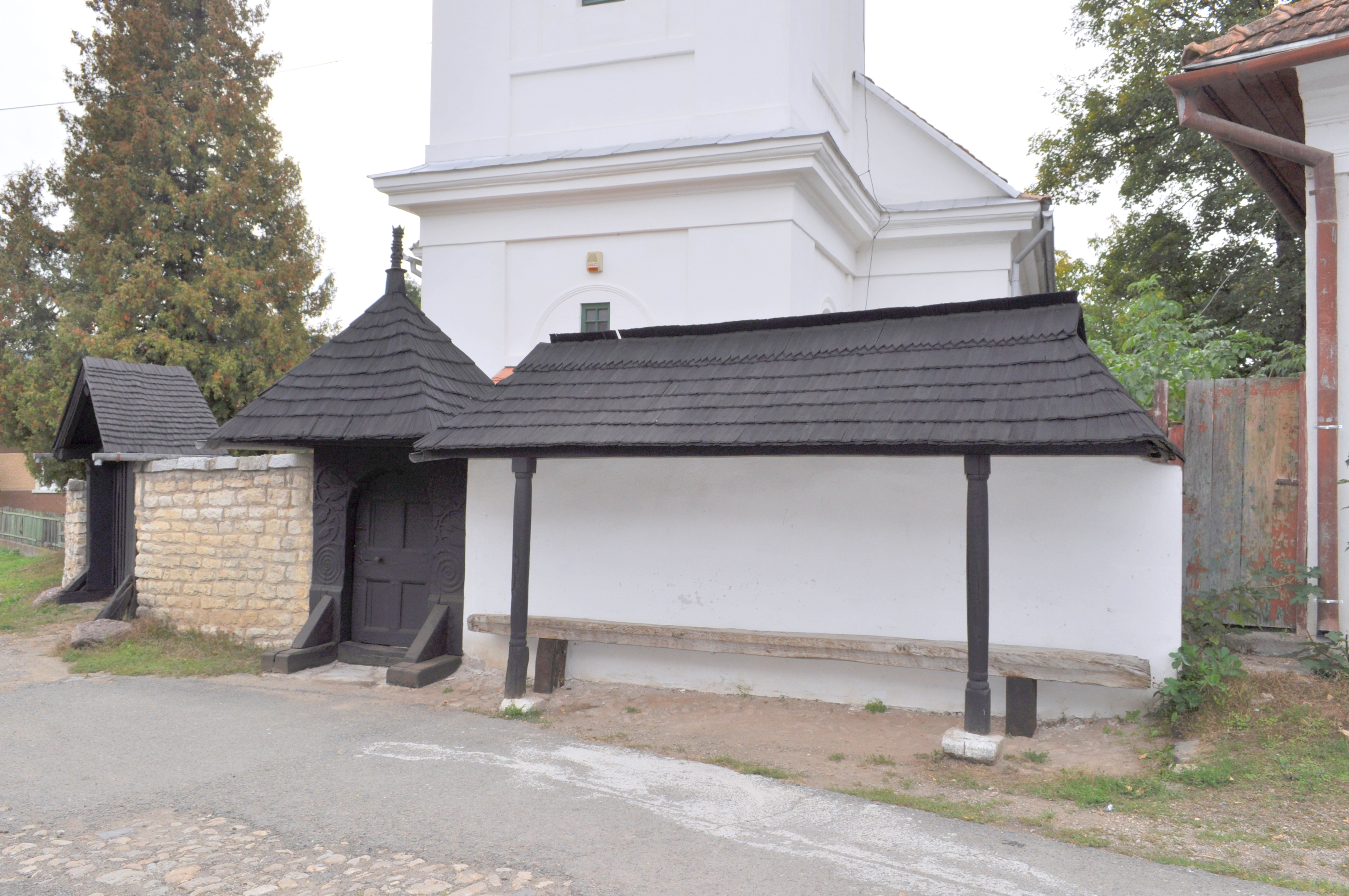
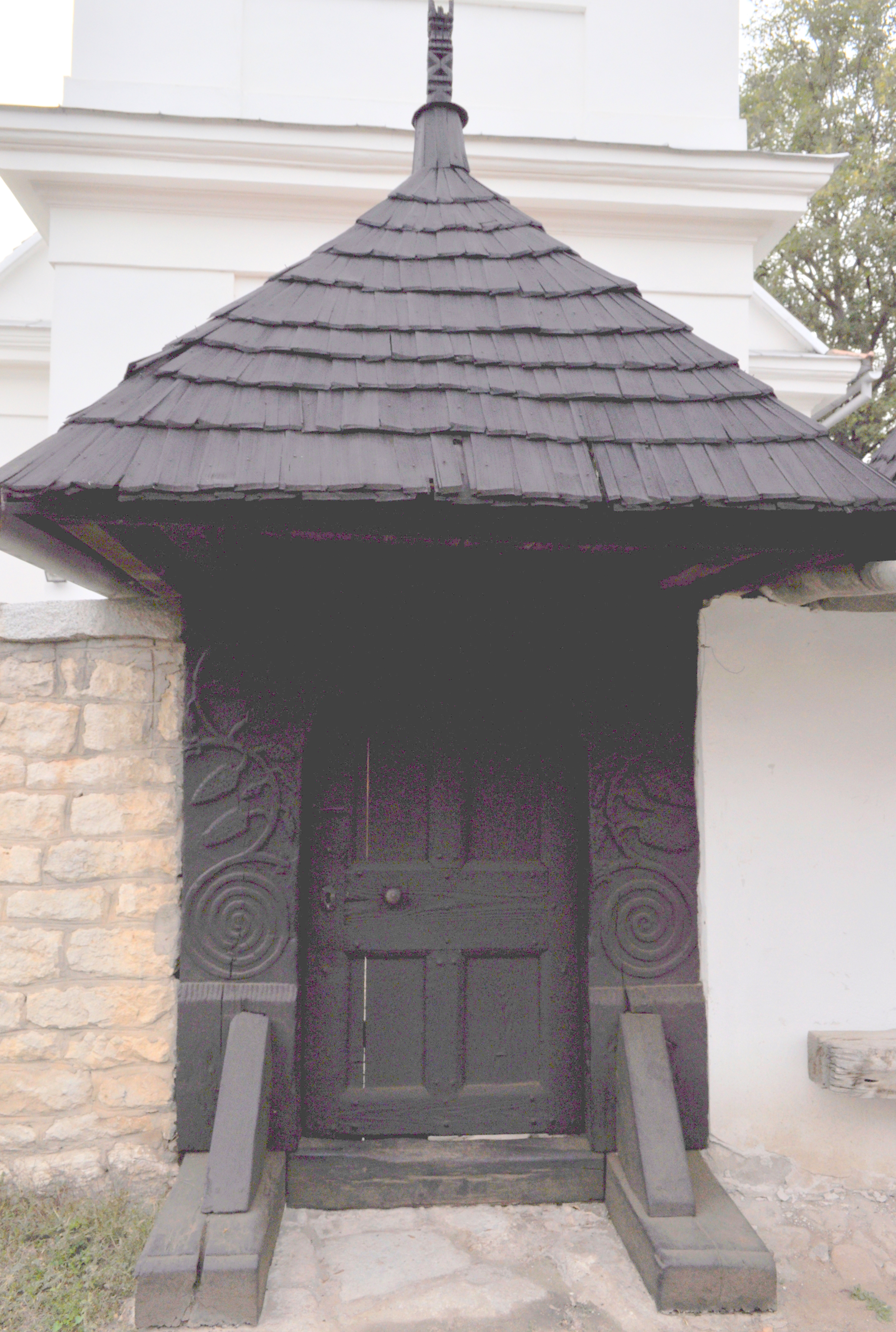
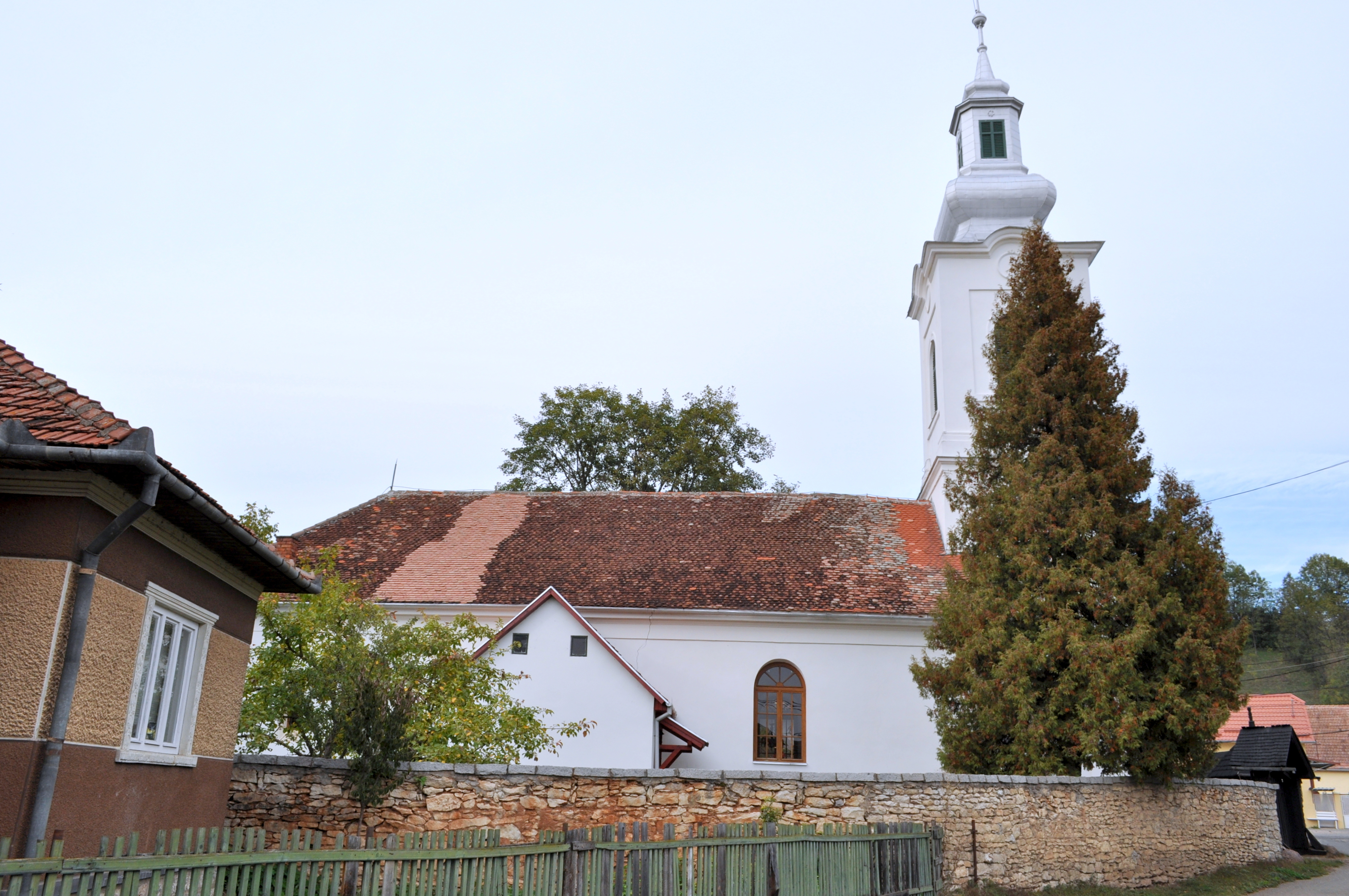
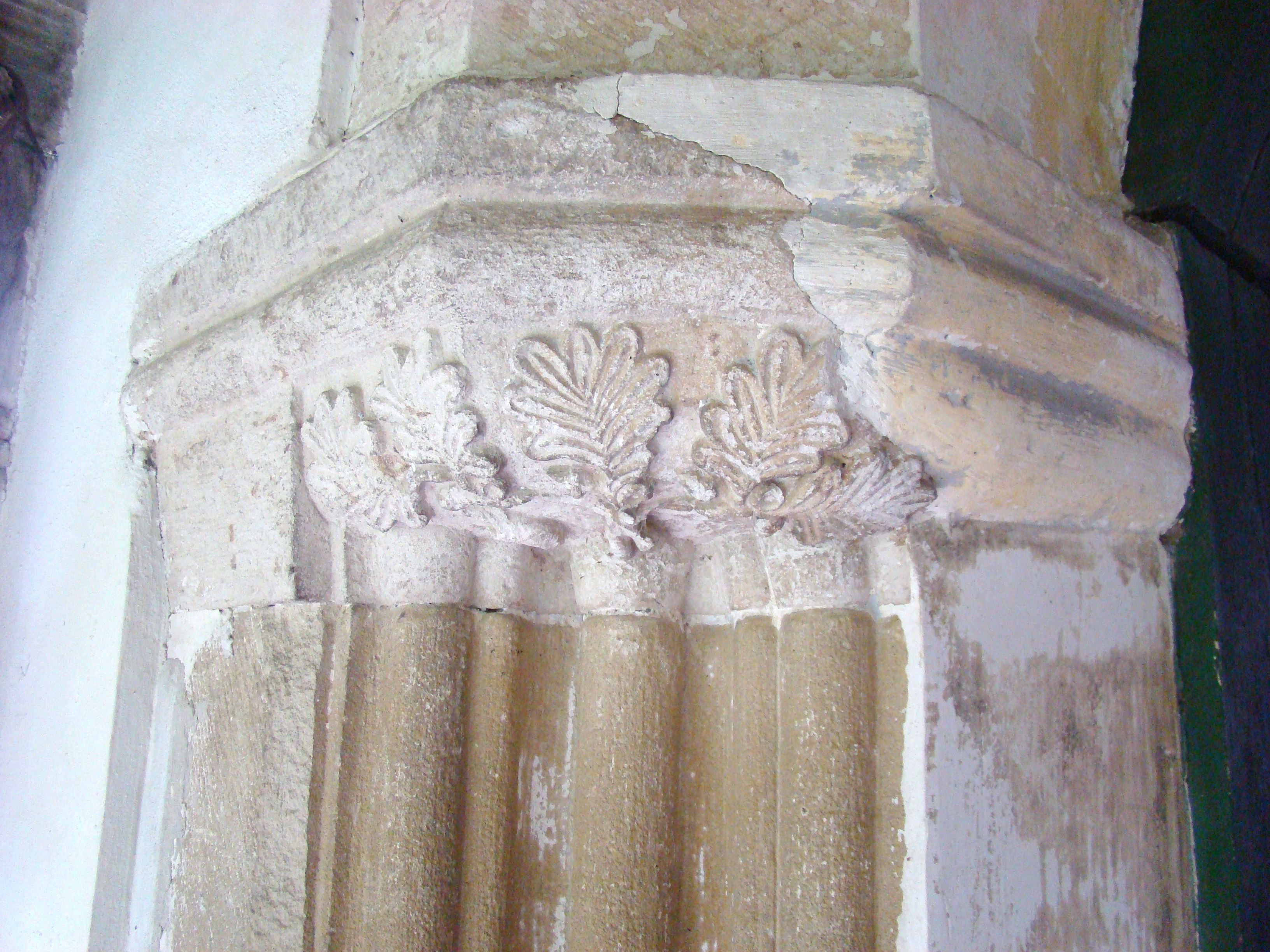
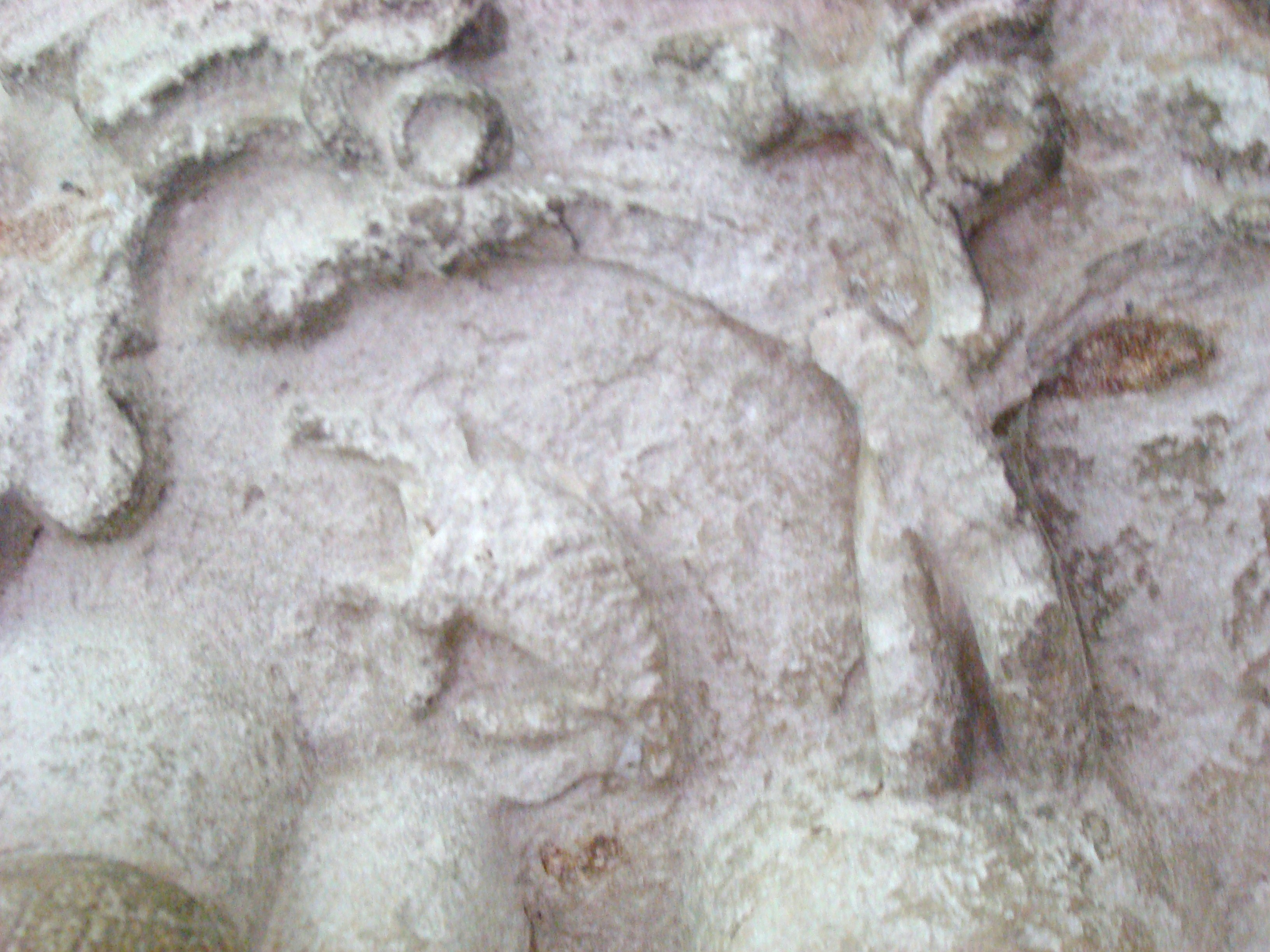
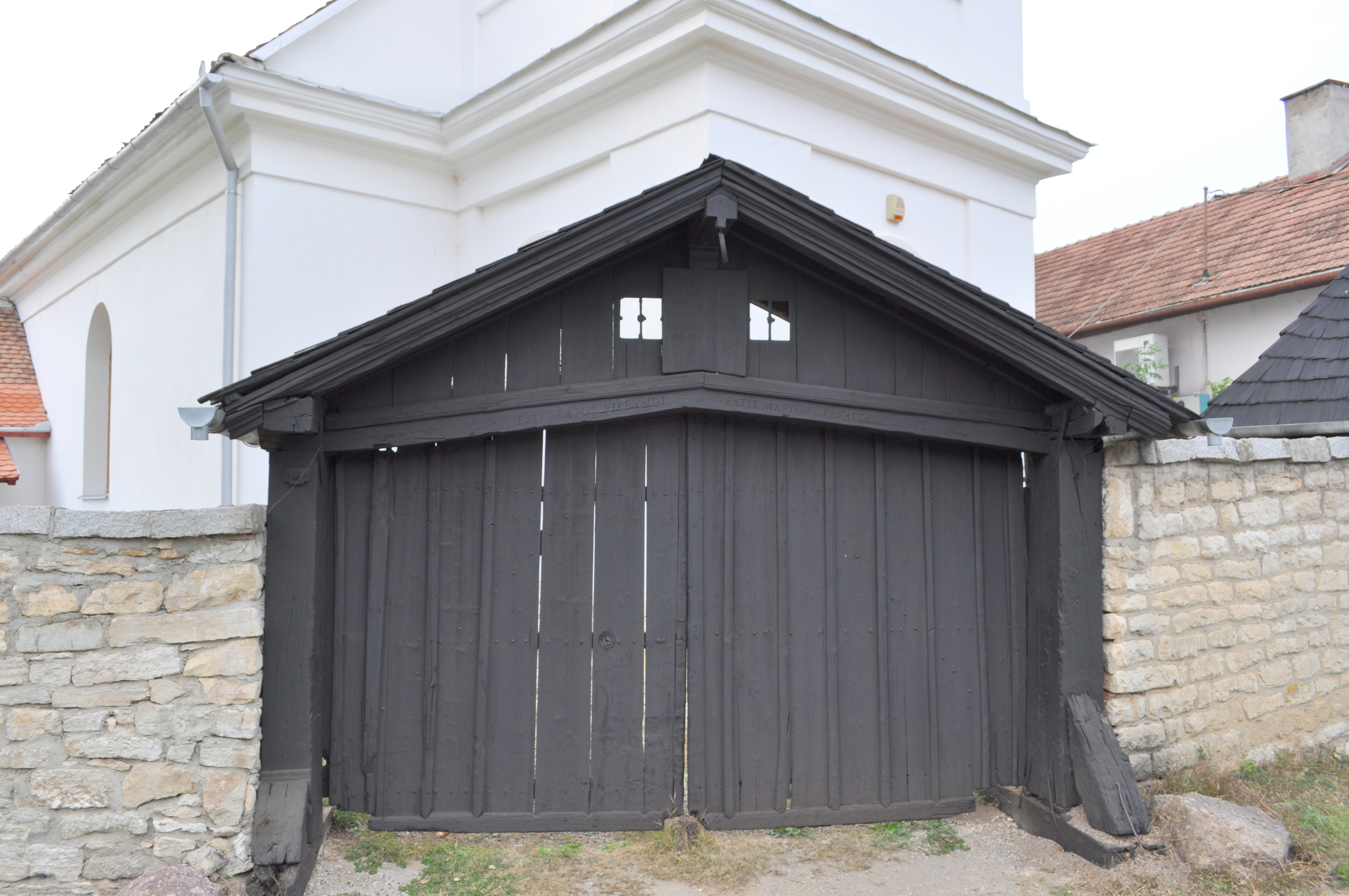
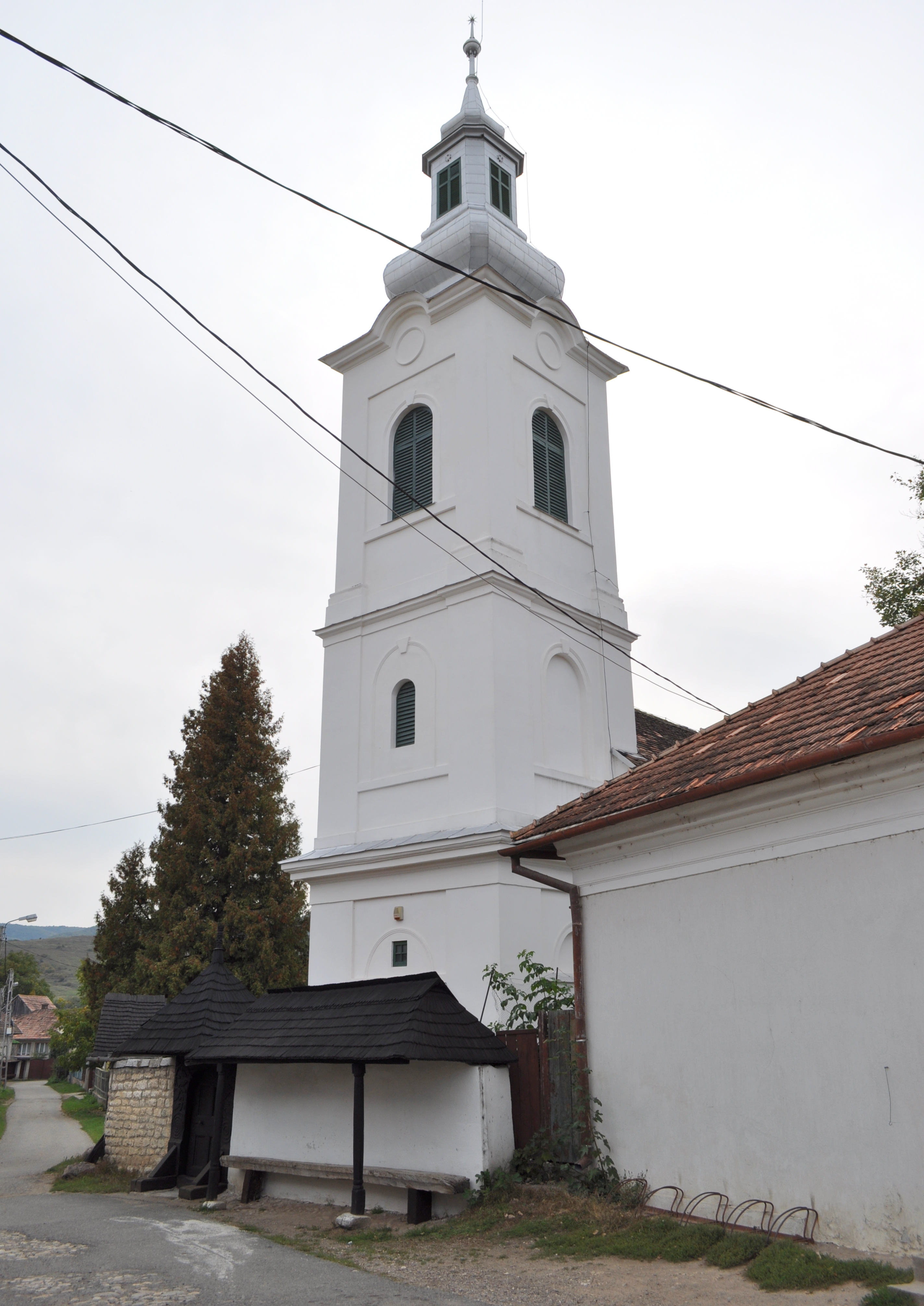
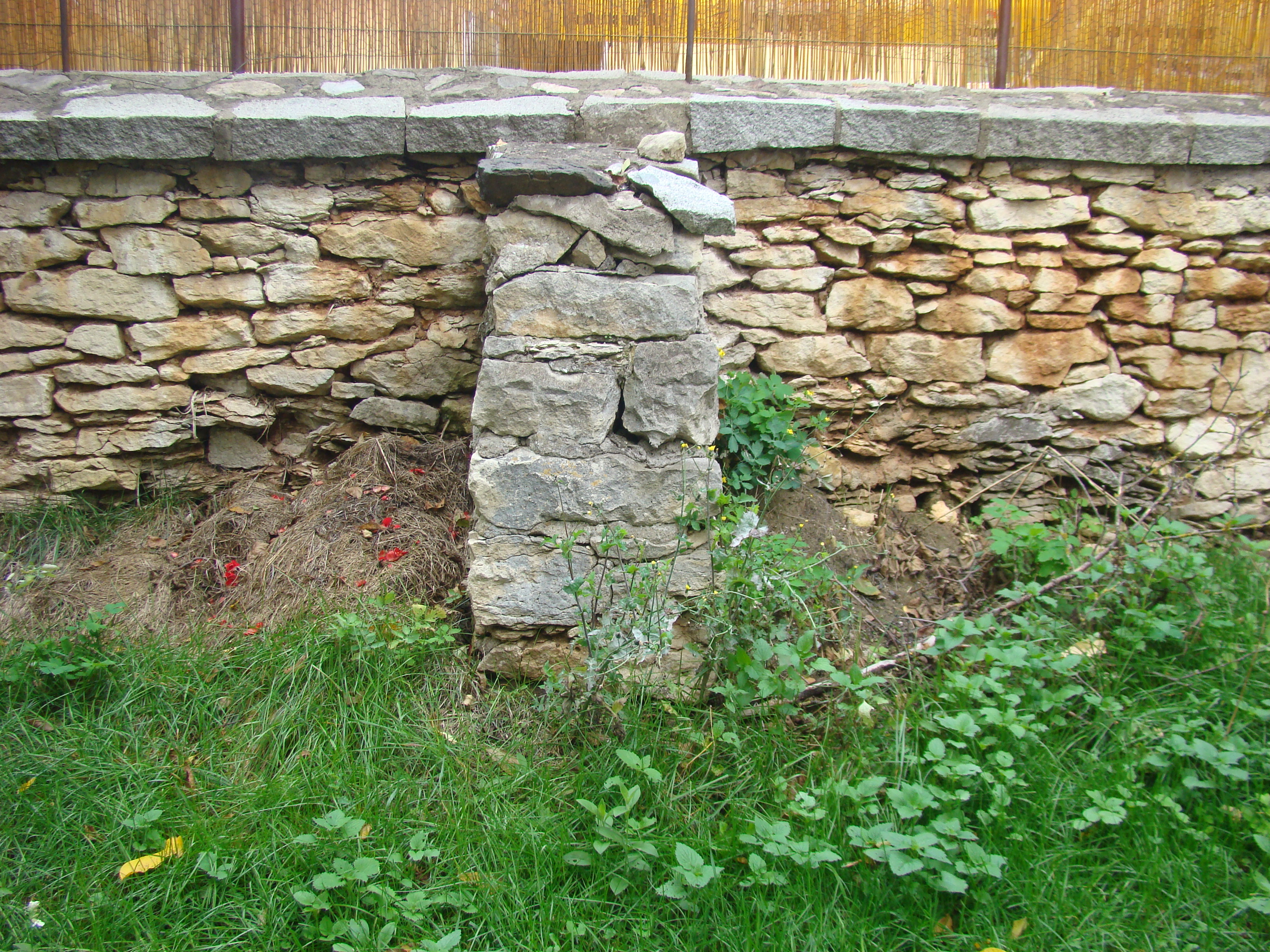
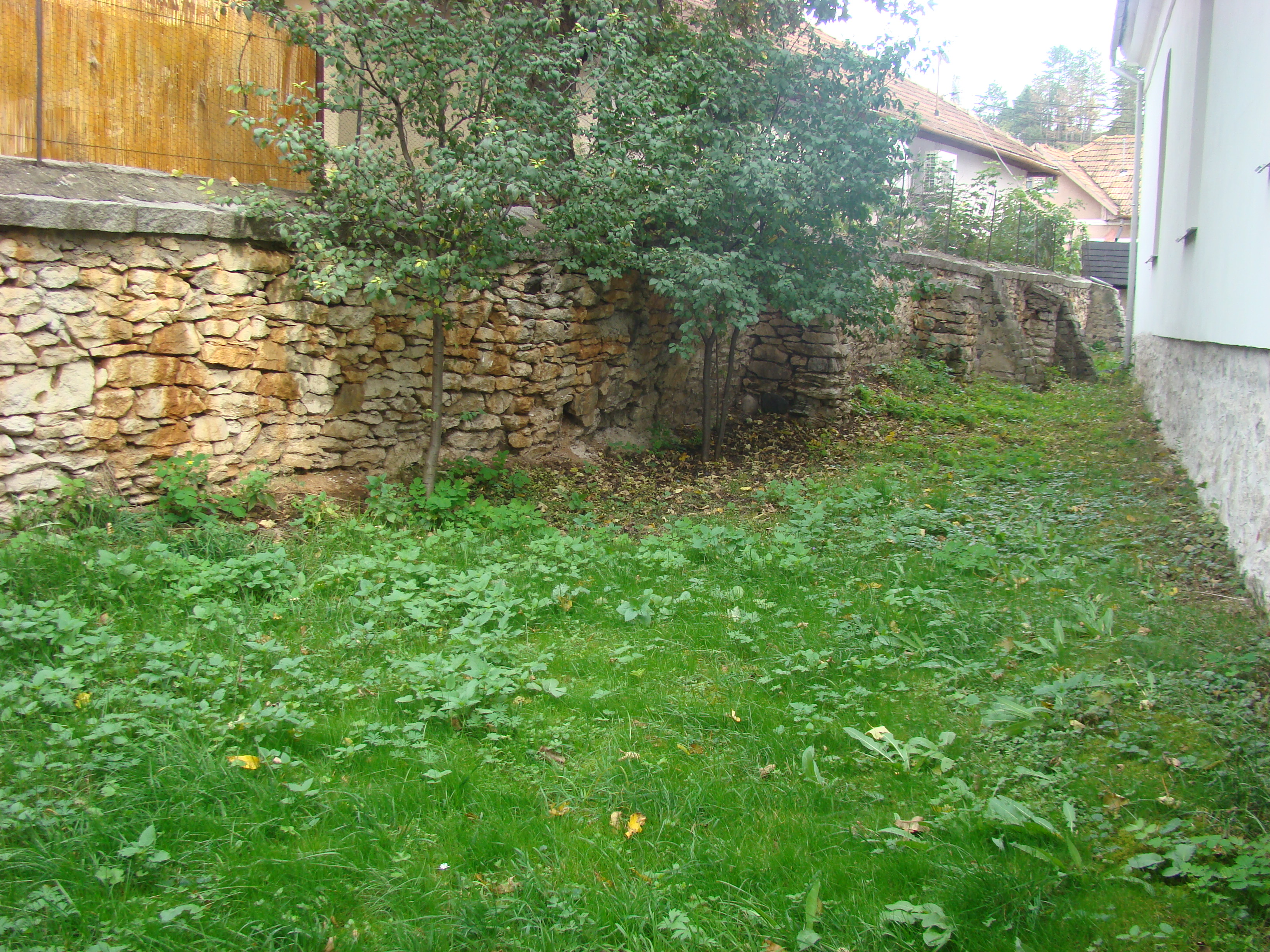
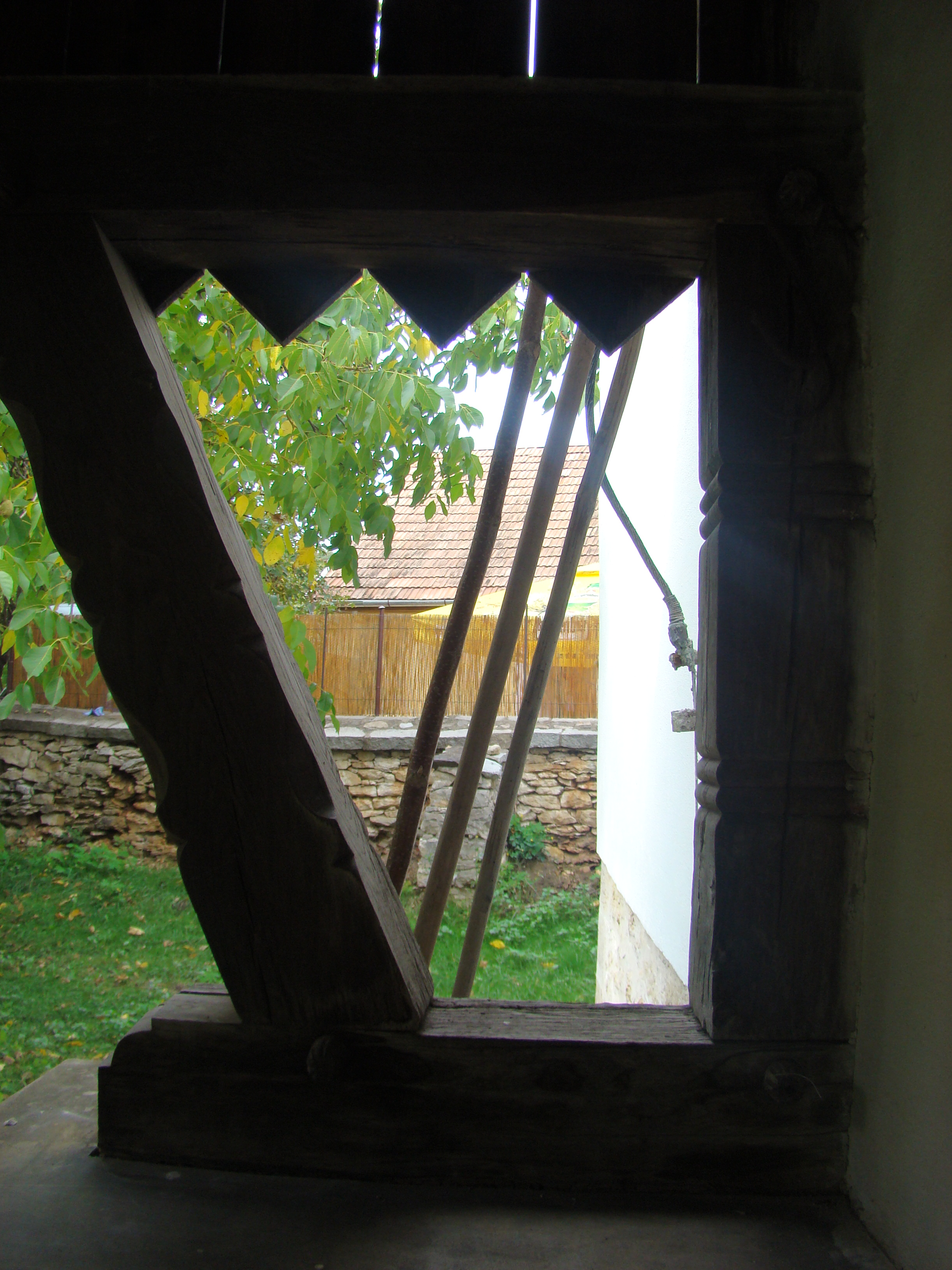
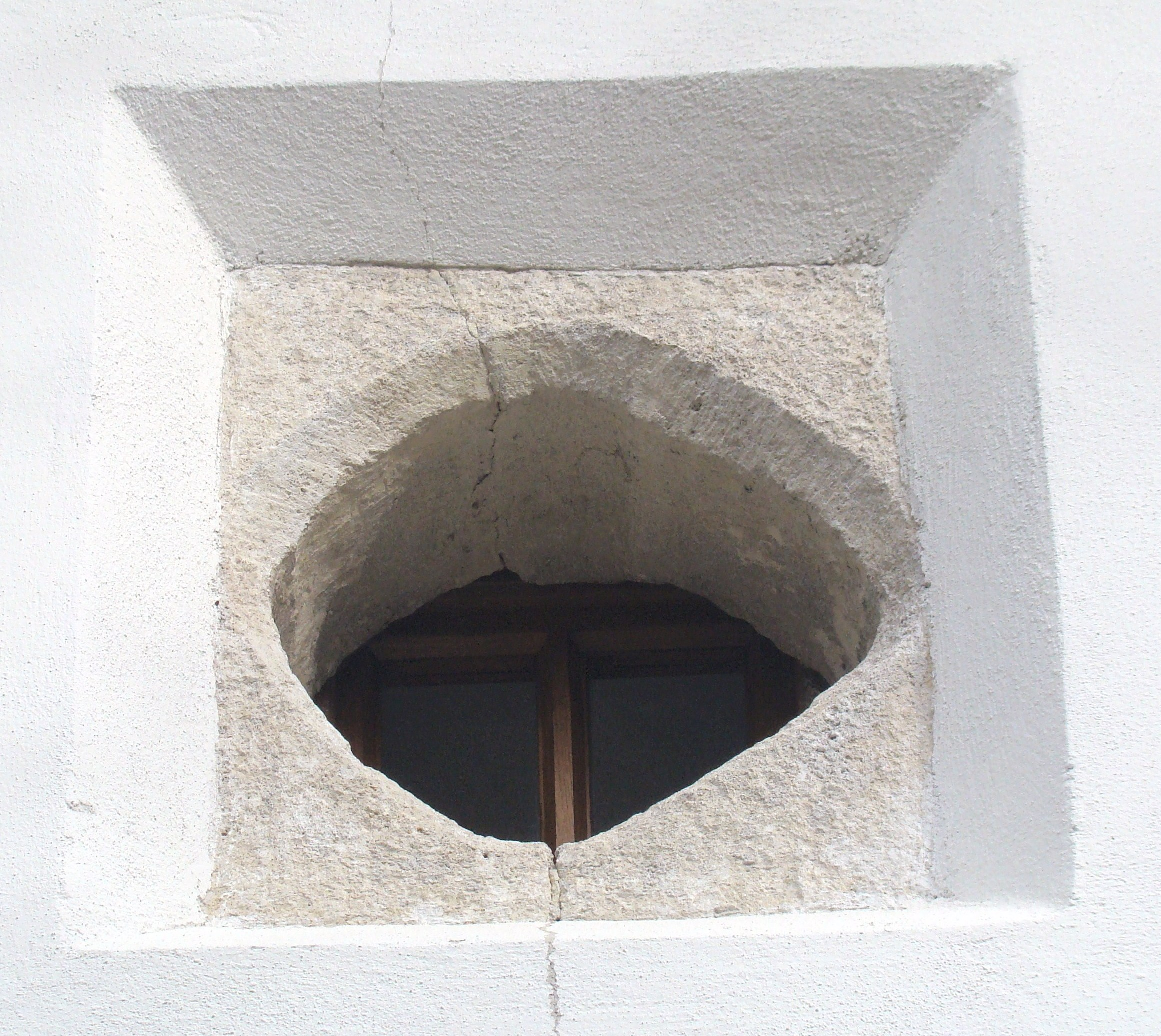
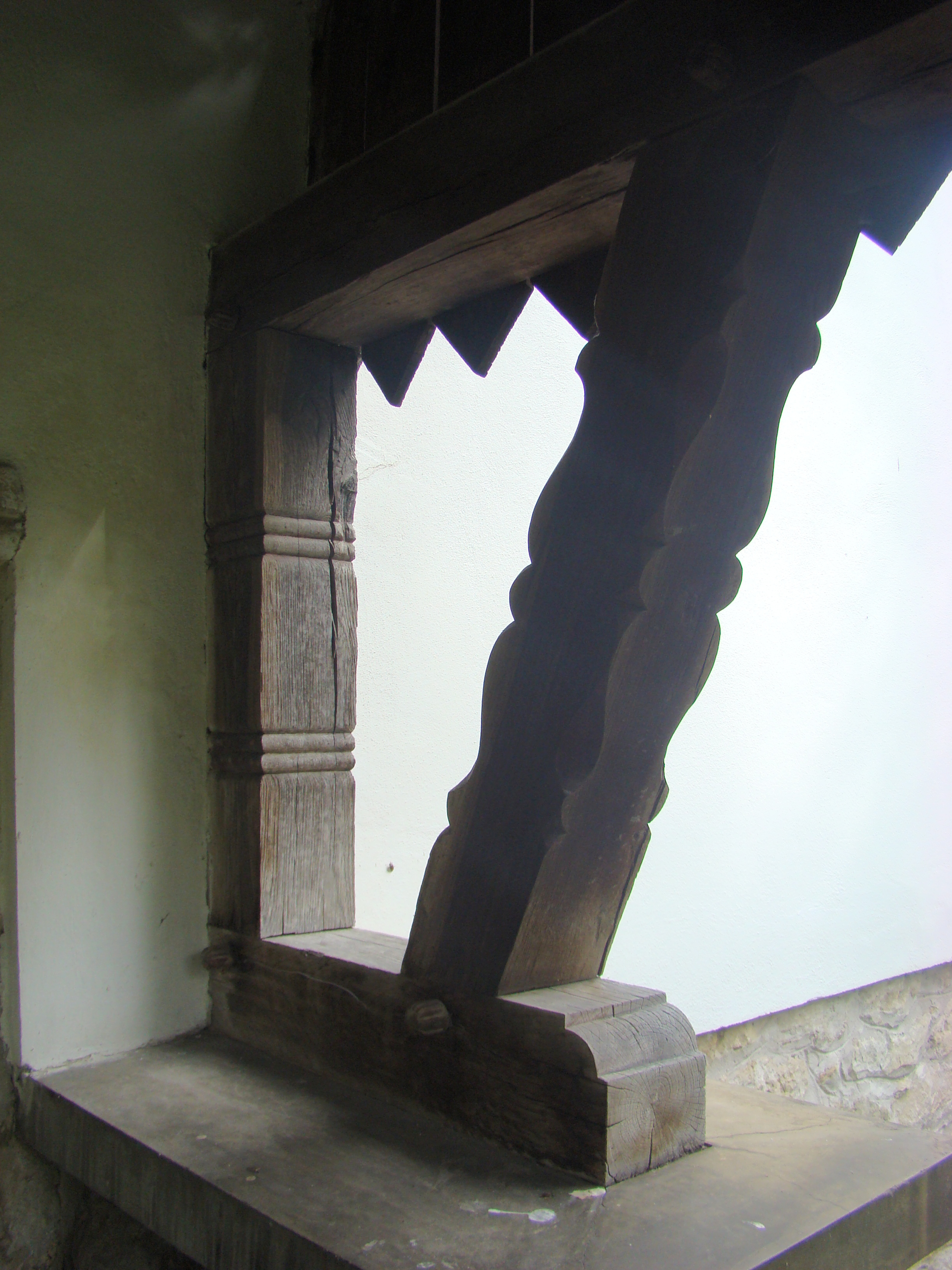

## Vezi și
- Căpușu Mare, Cluj

## Imagini din interior

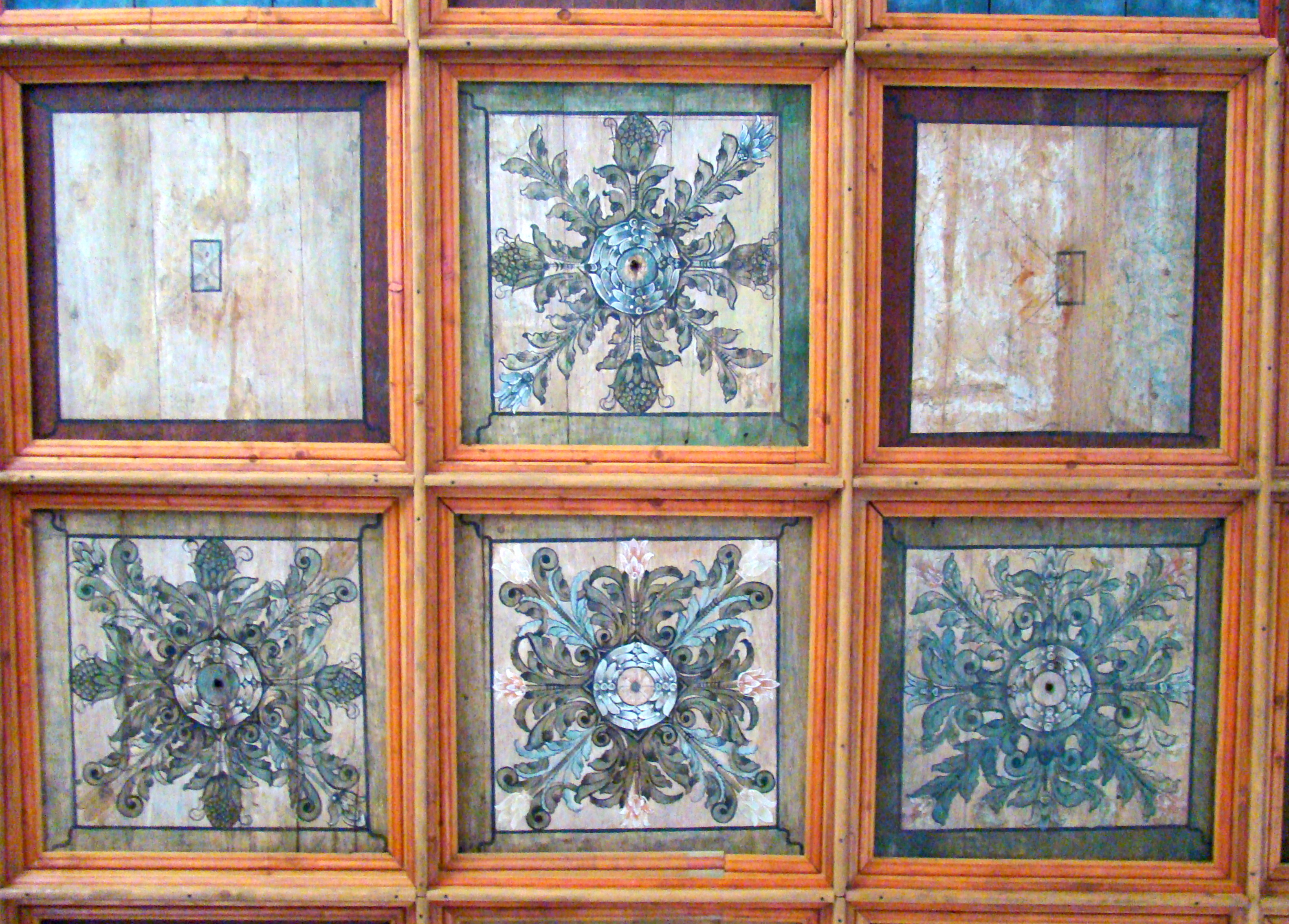
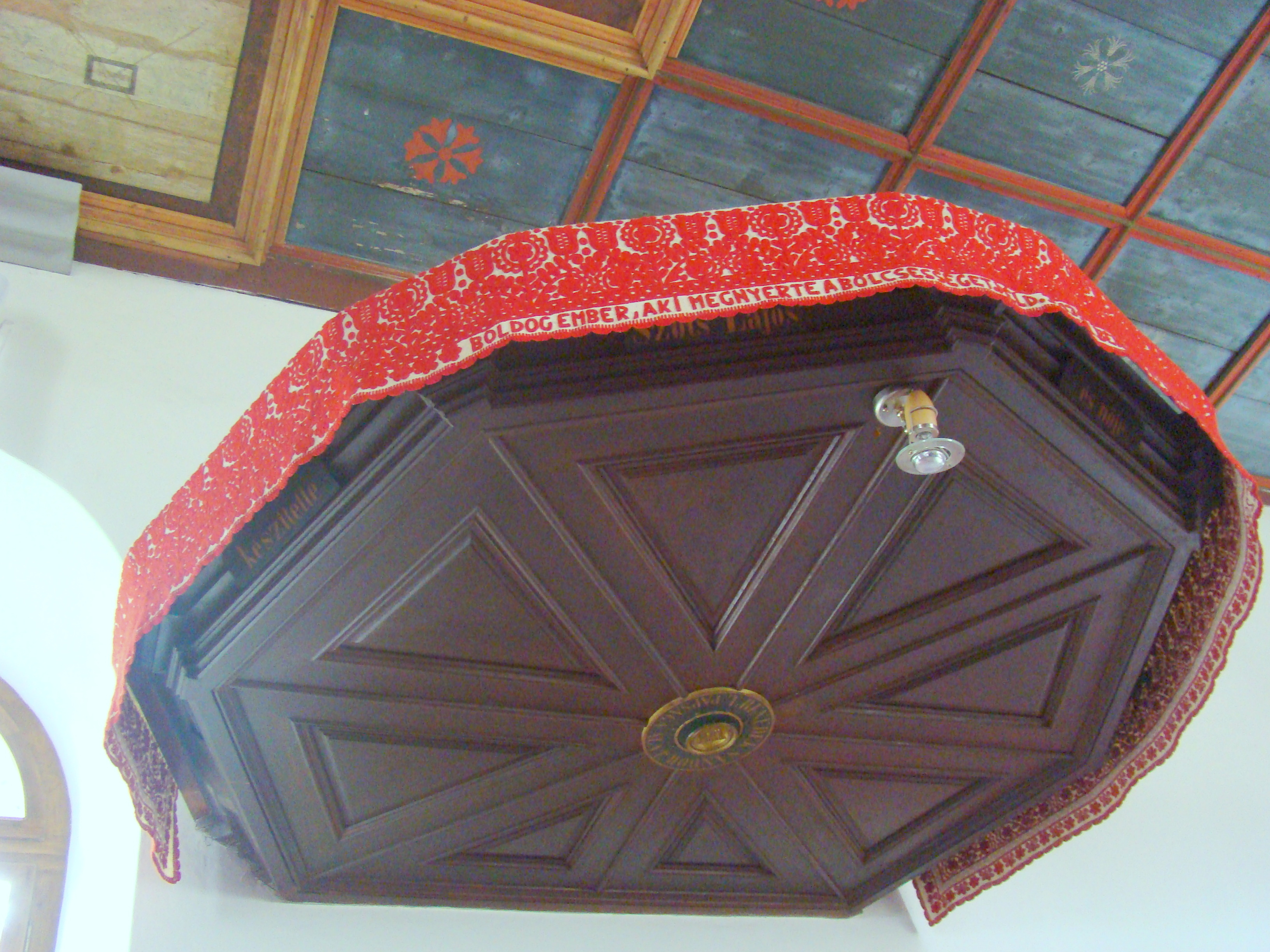
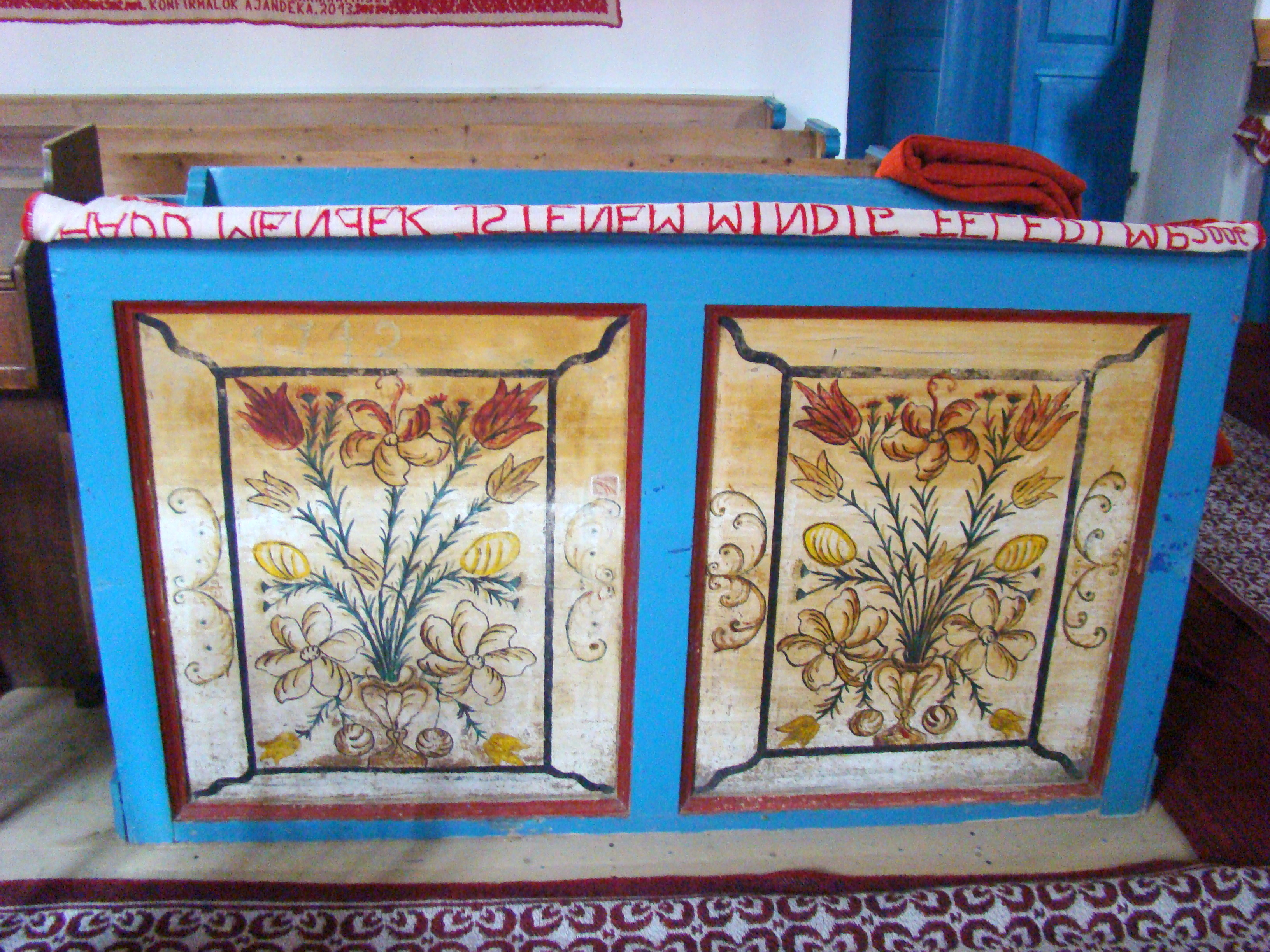
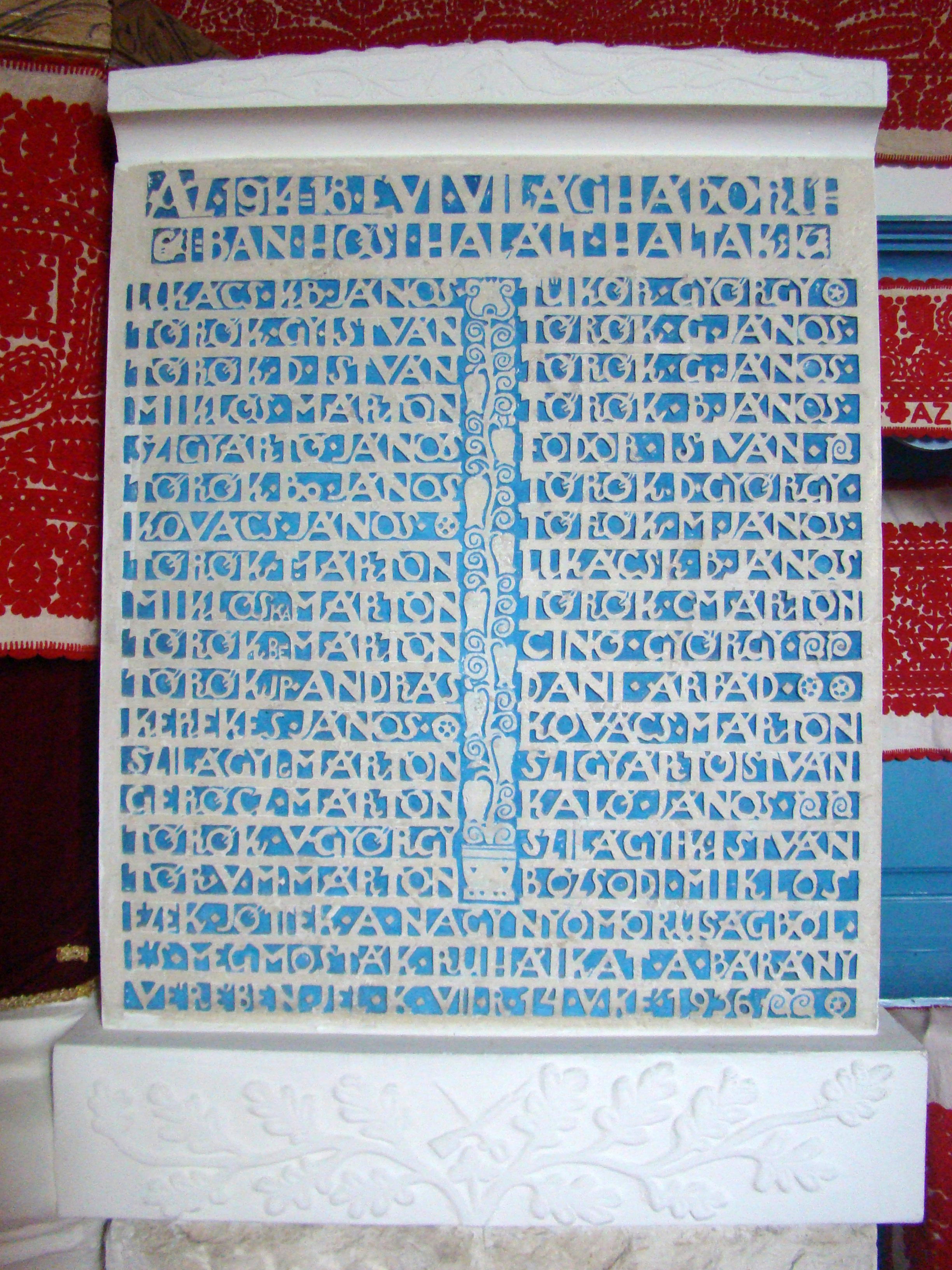
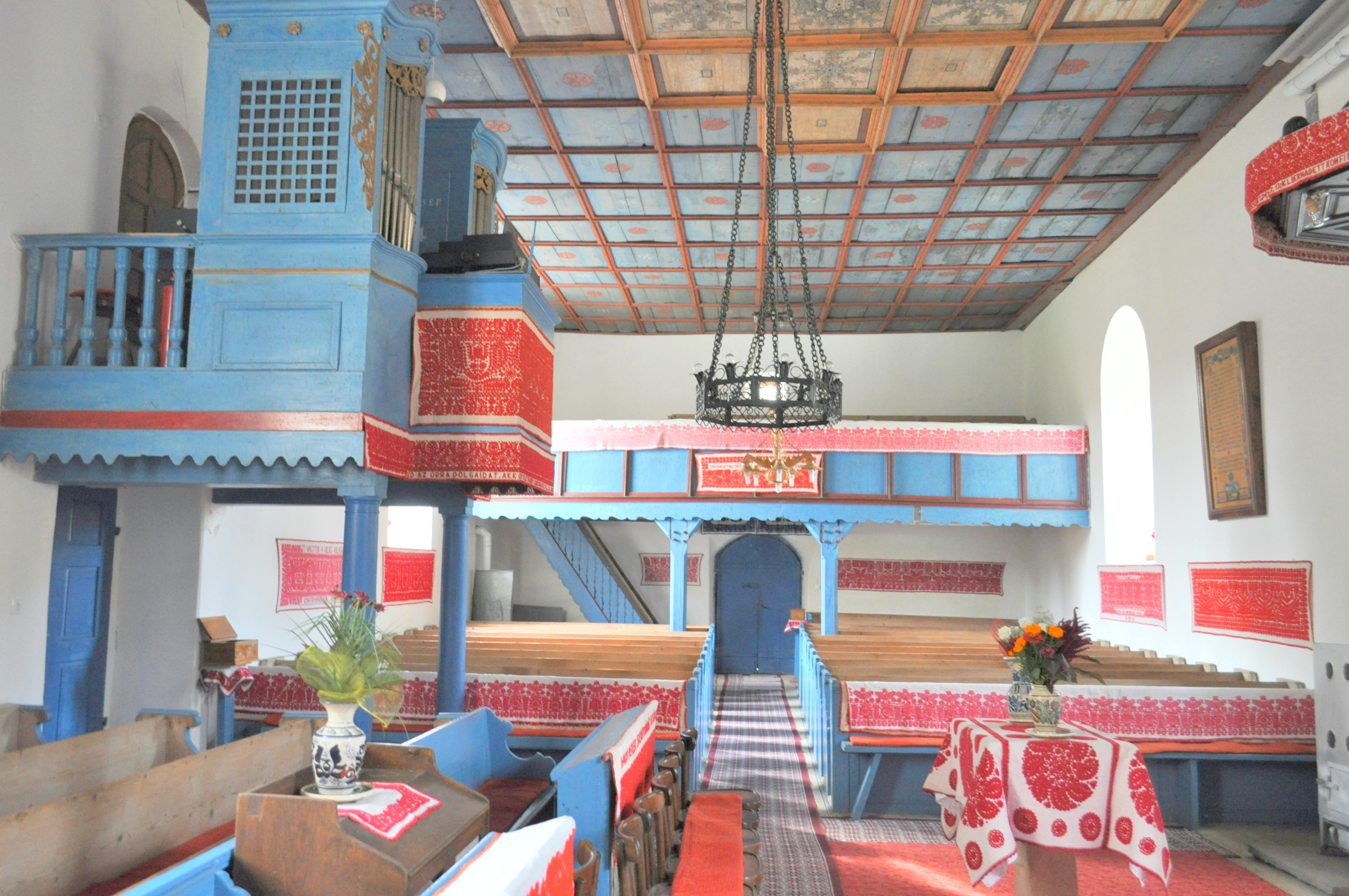
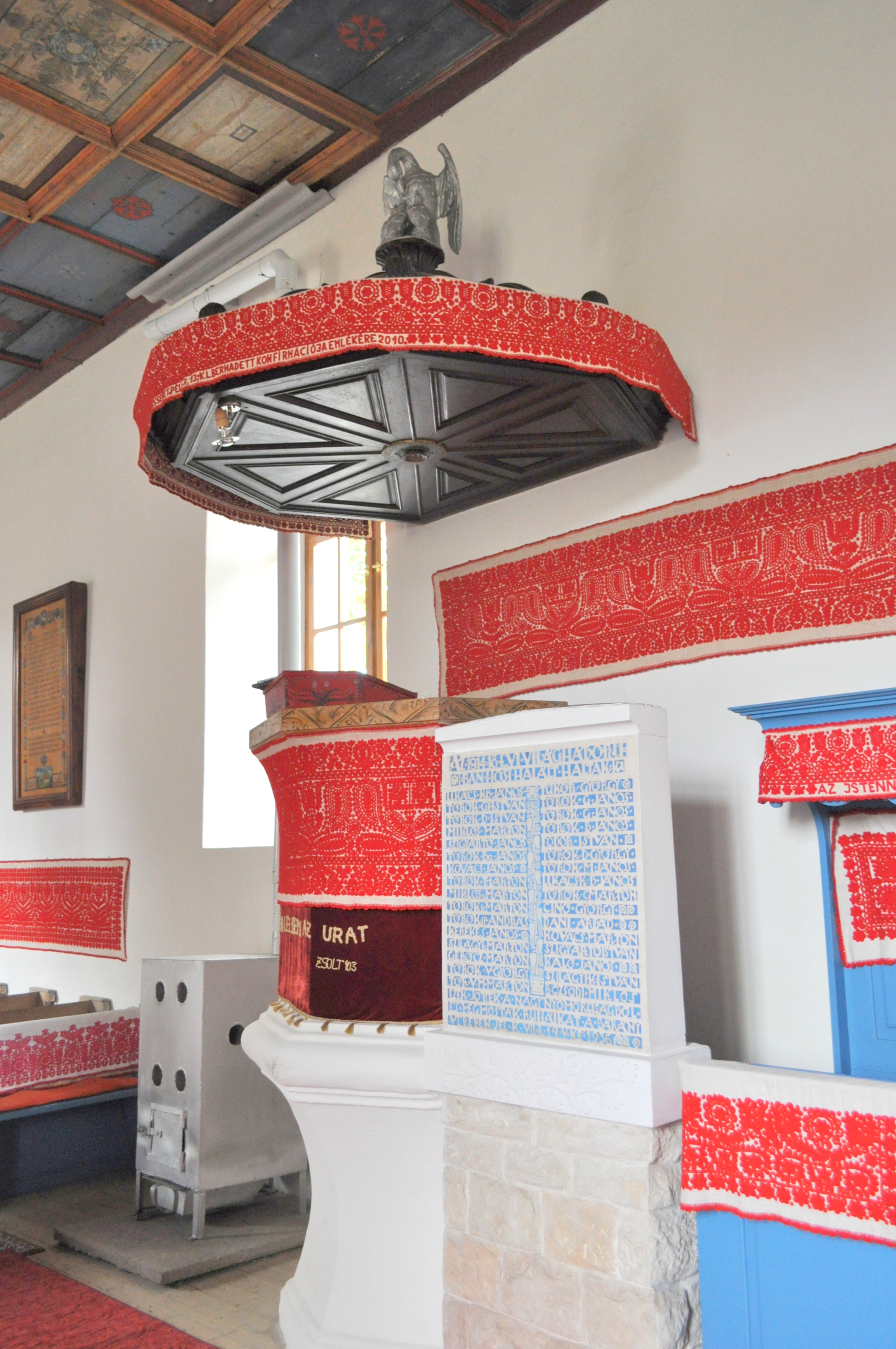
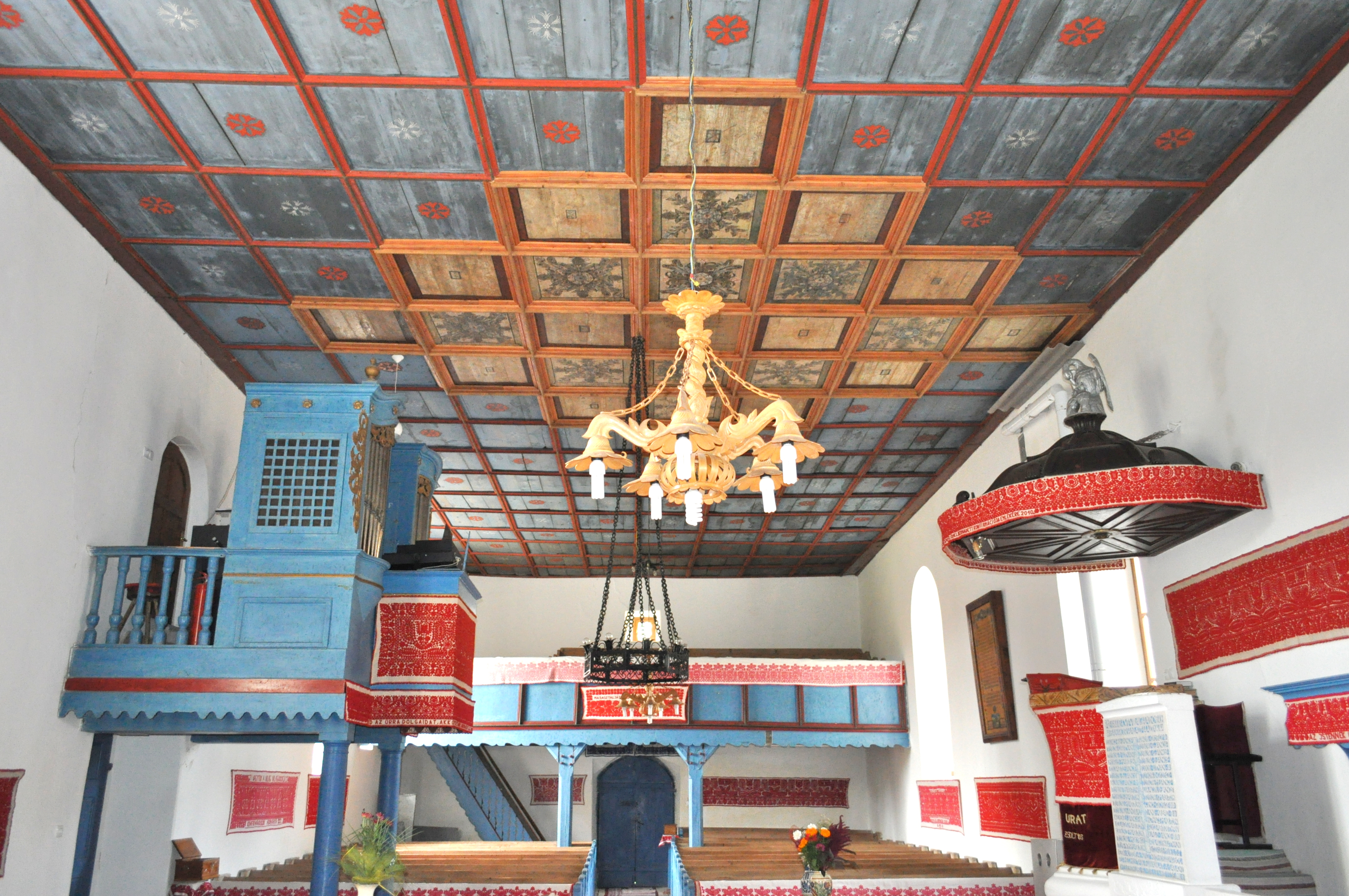
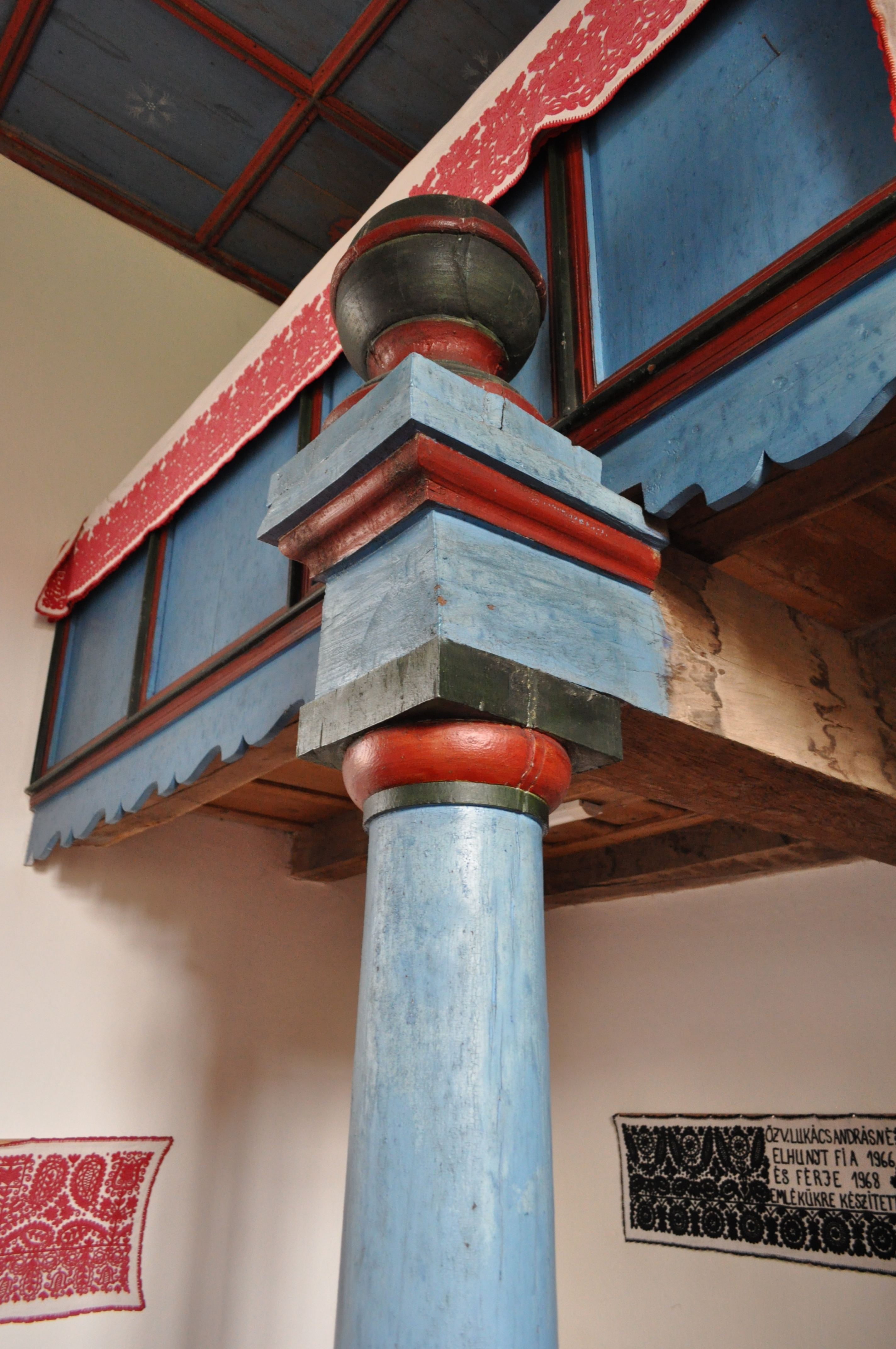
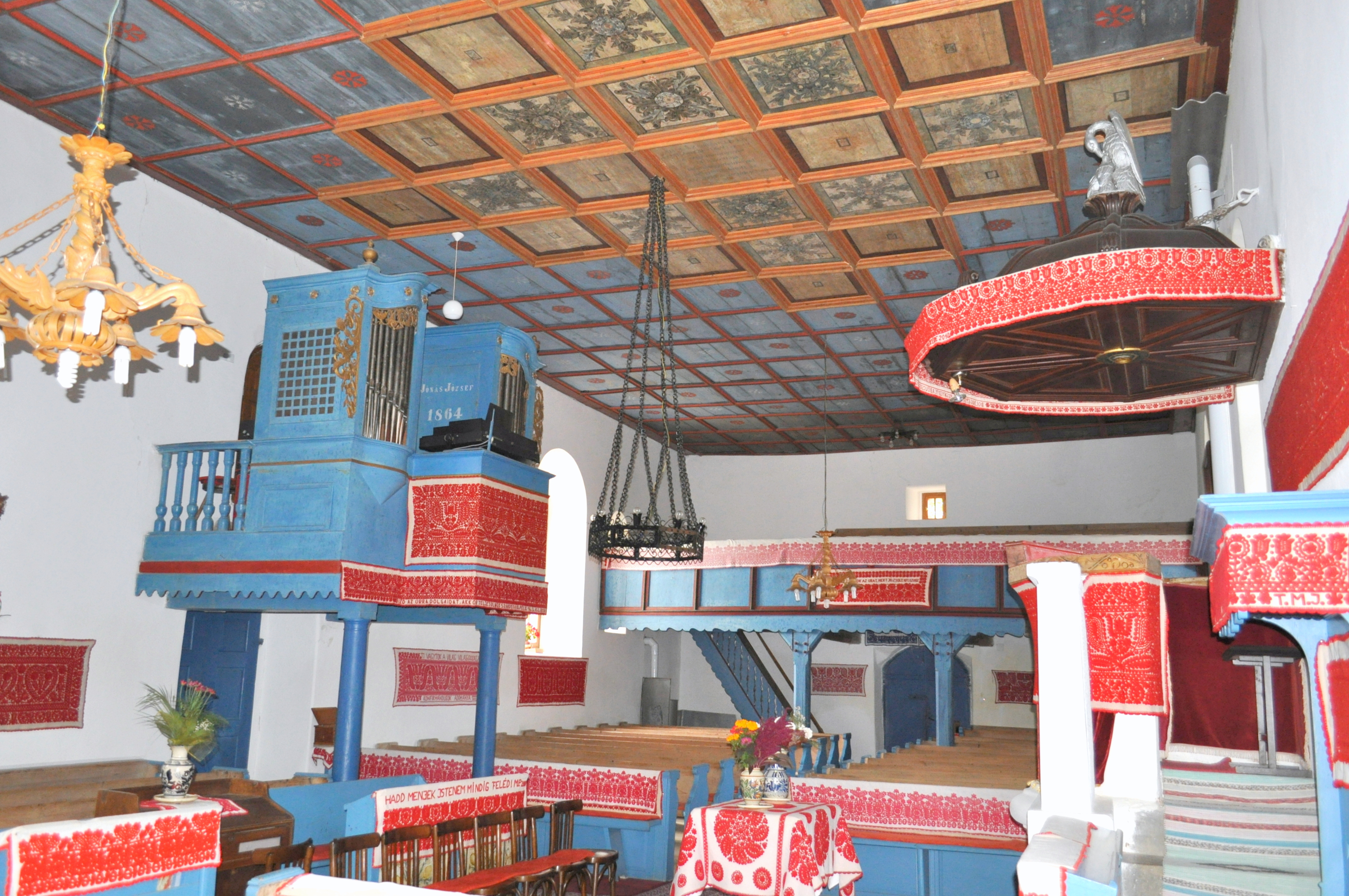
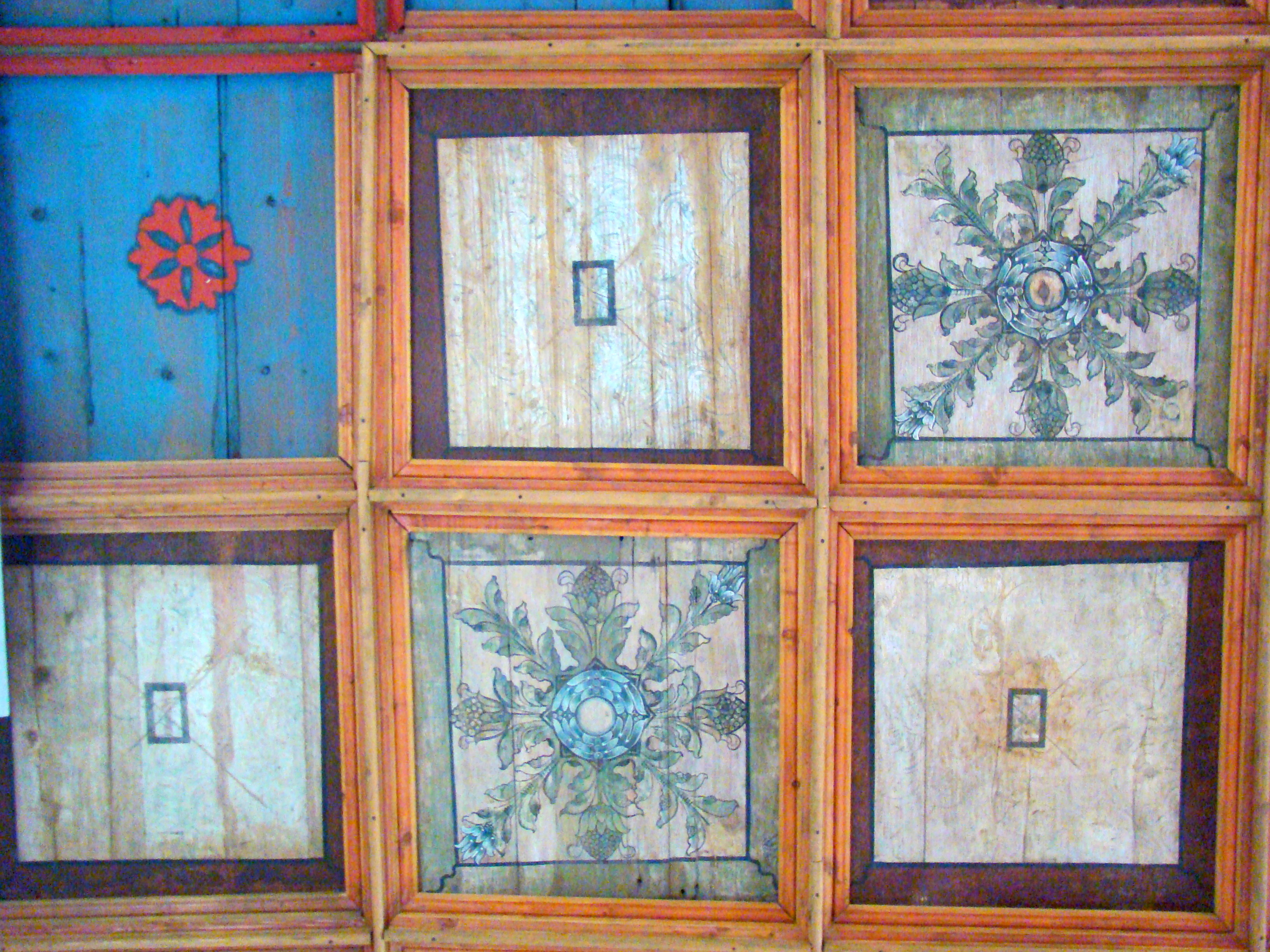
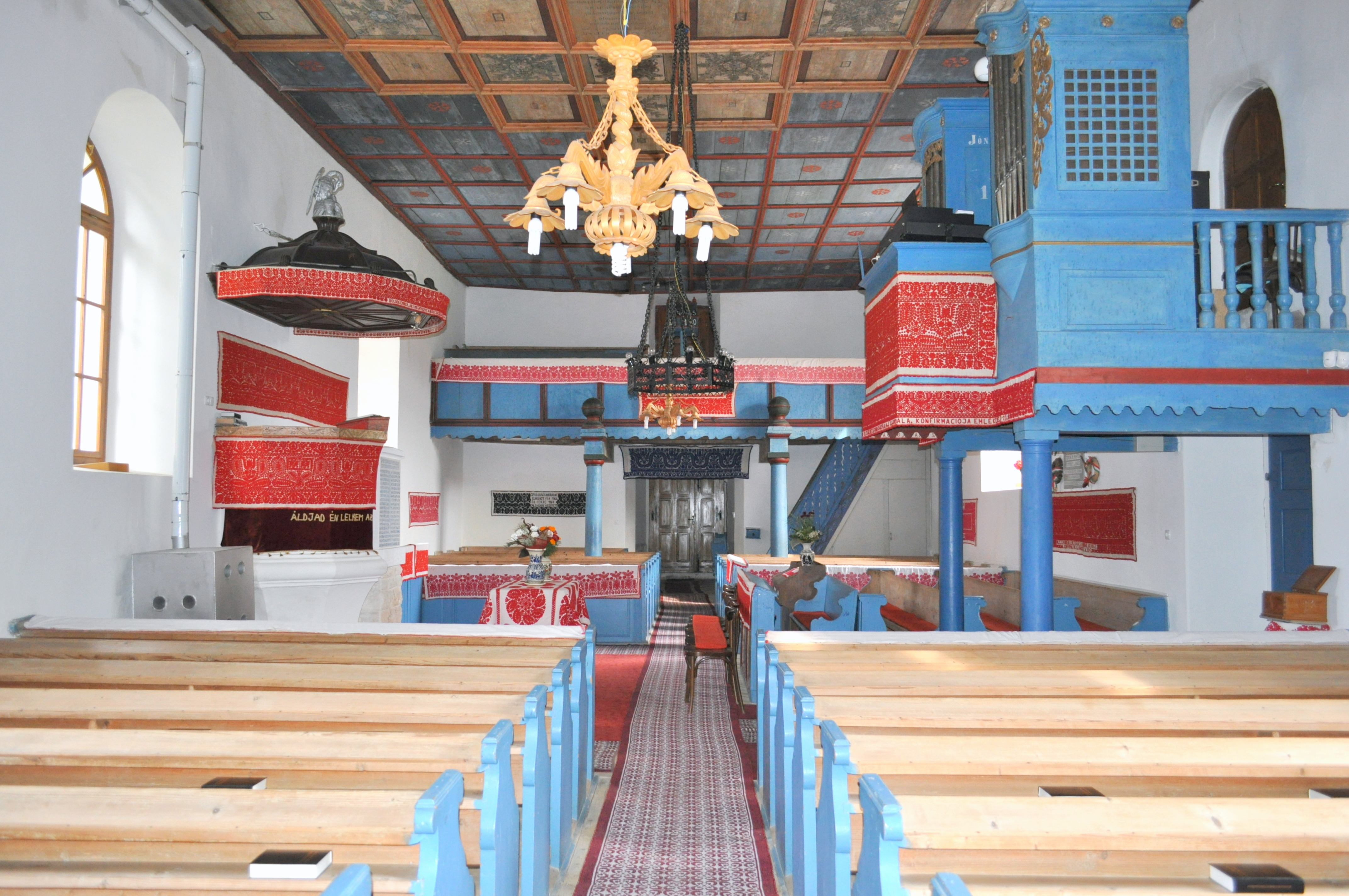
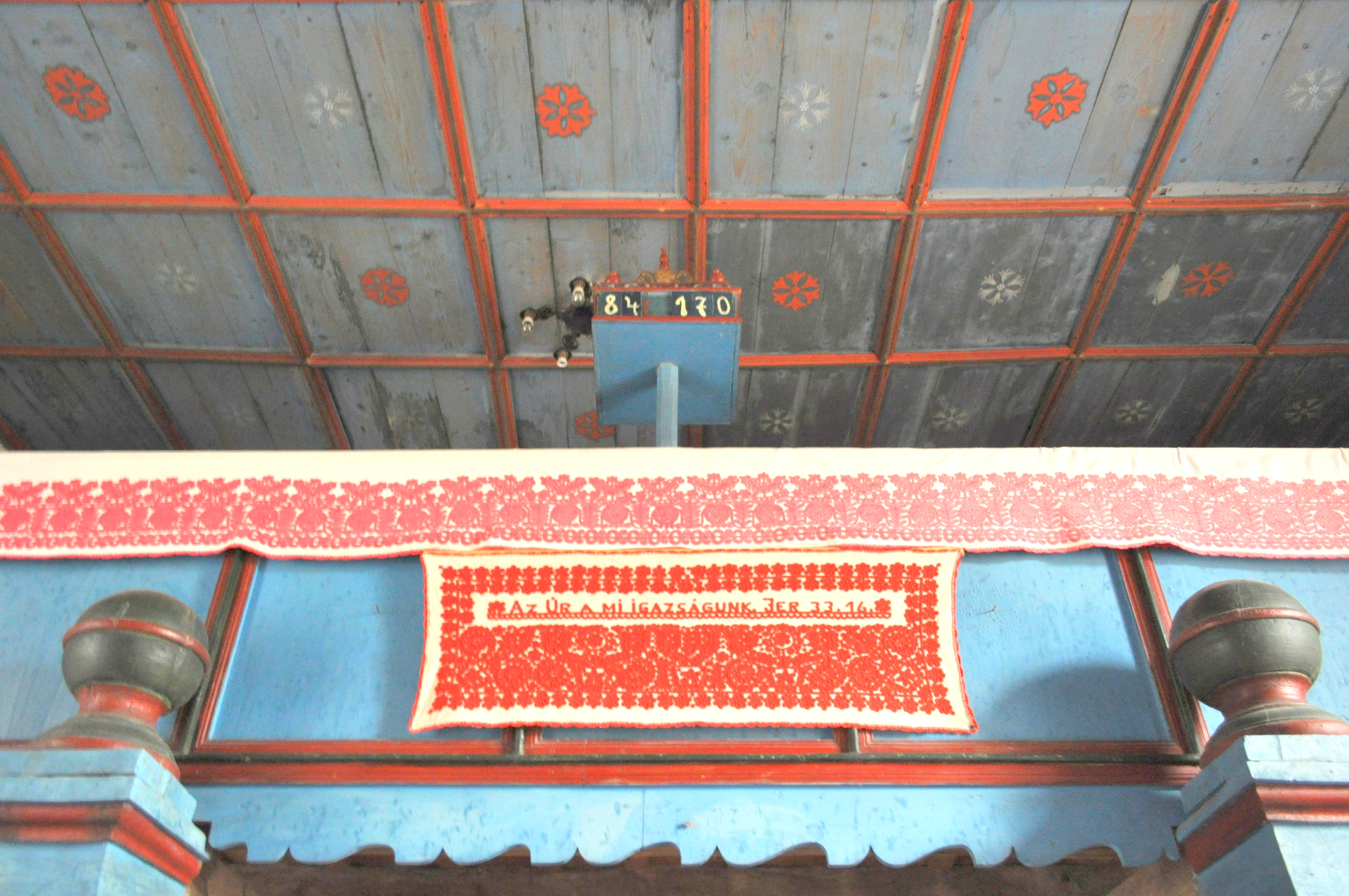
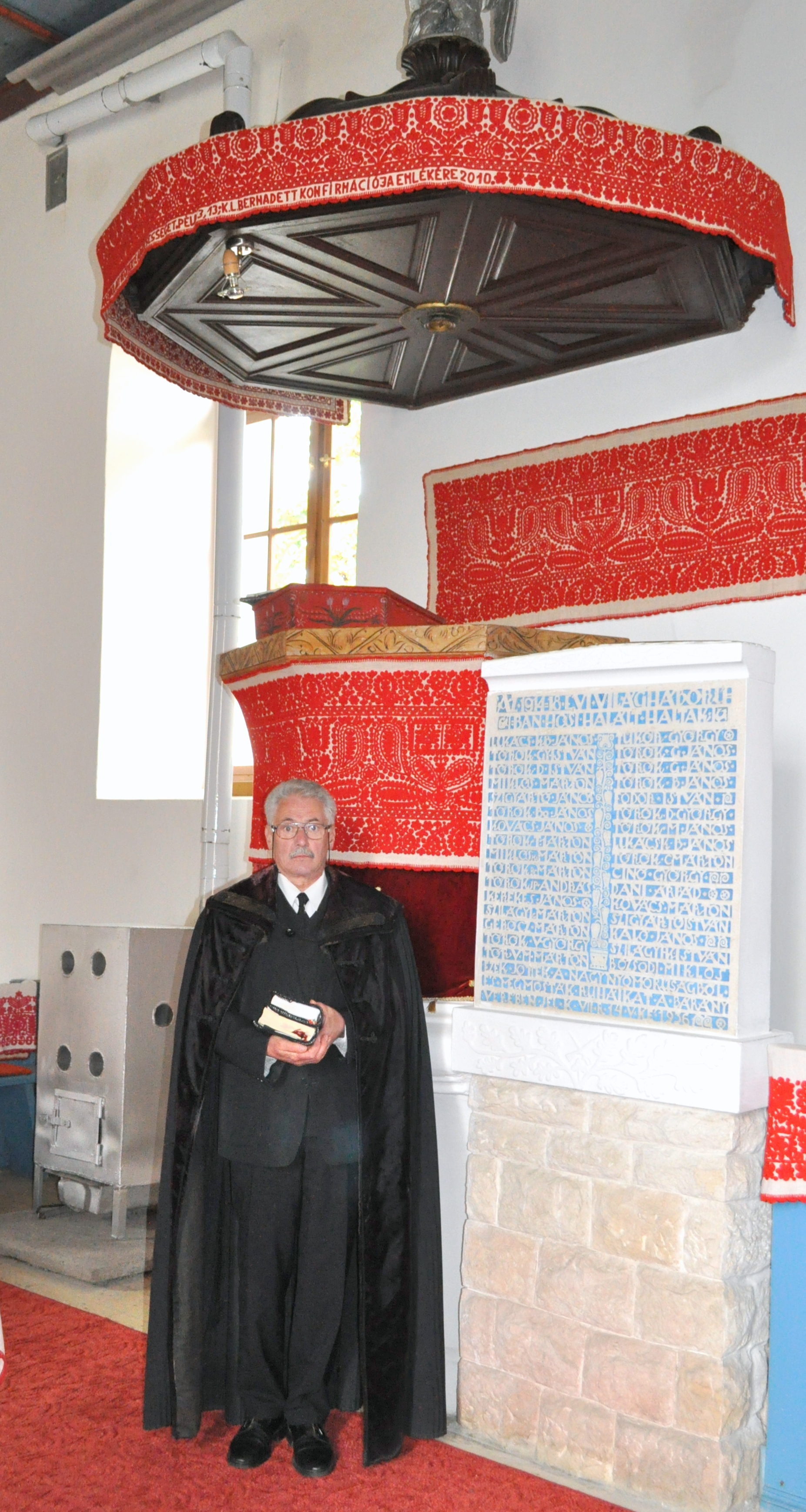
Pastorul reformat din satul Căpușu Mare
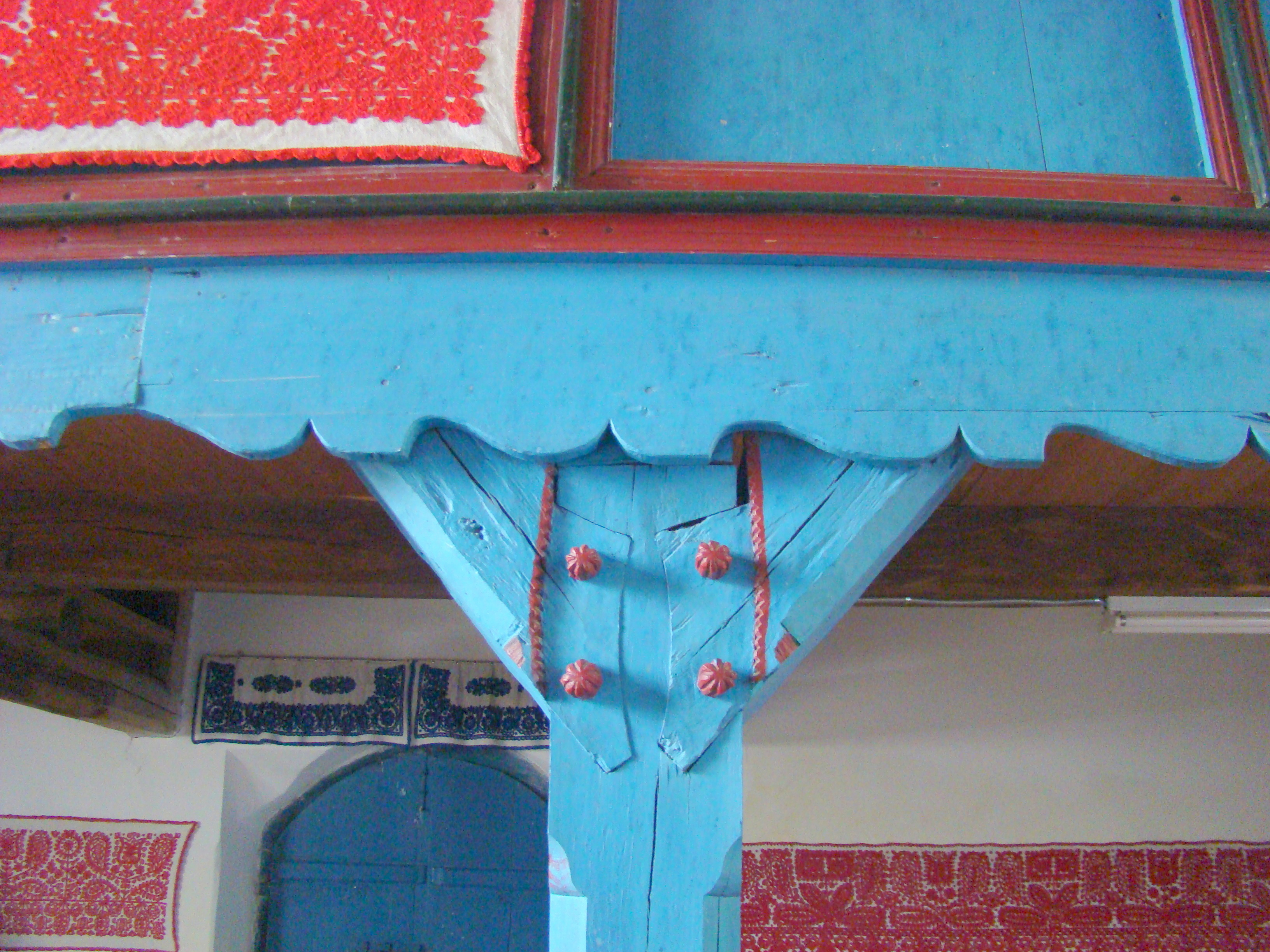
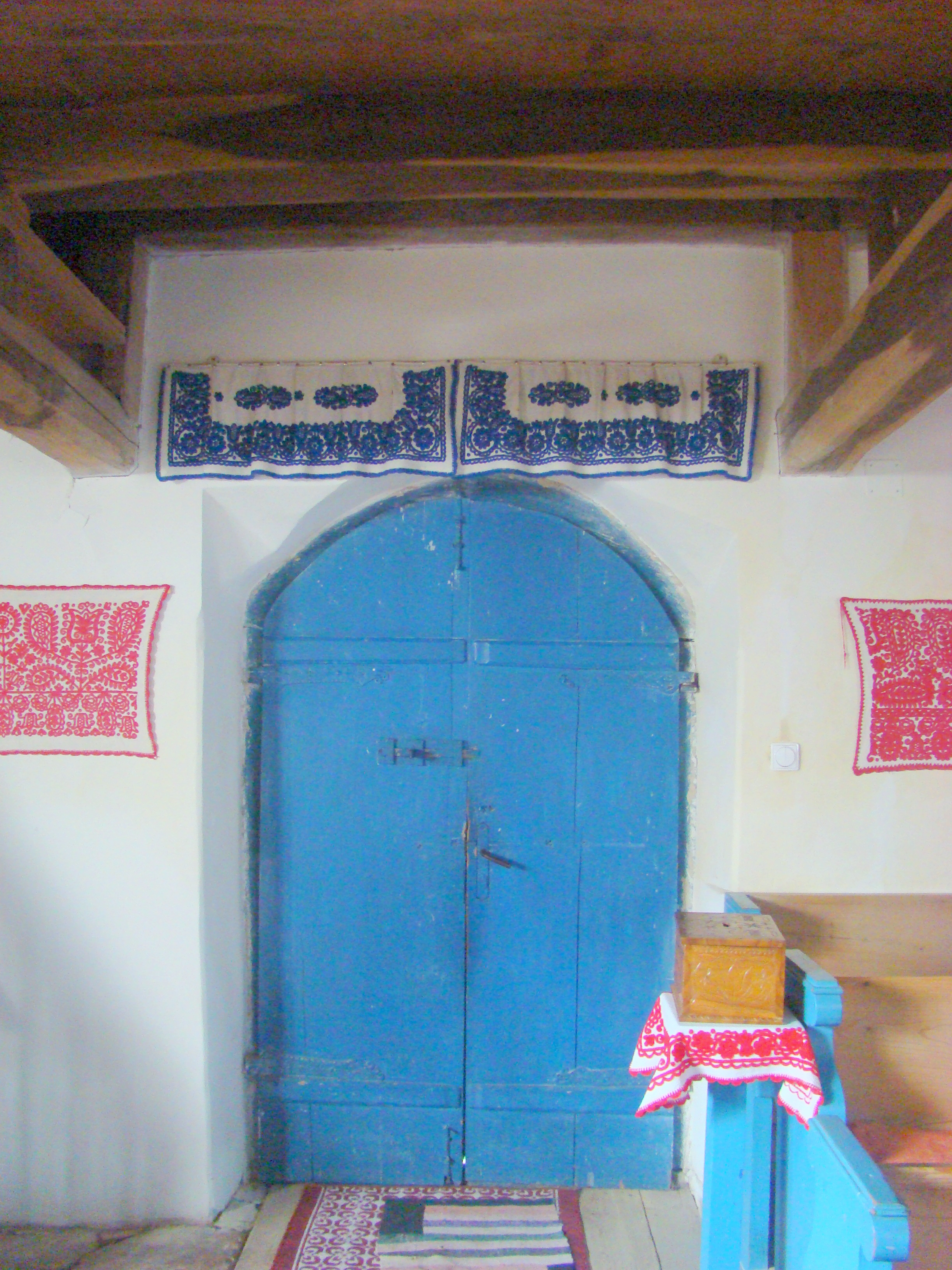
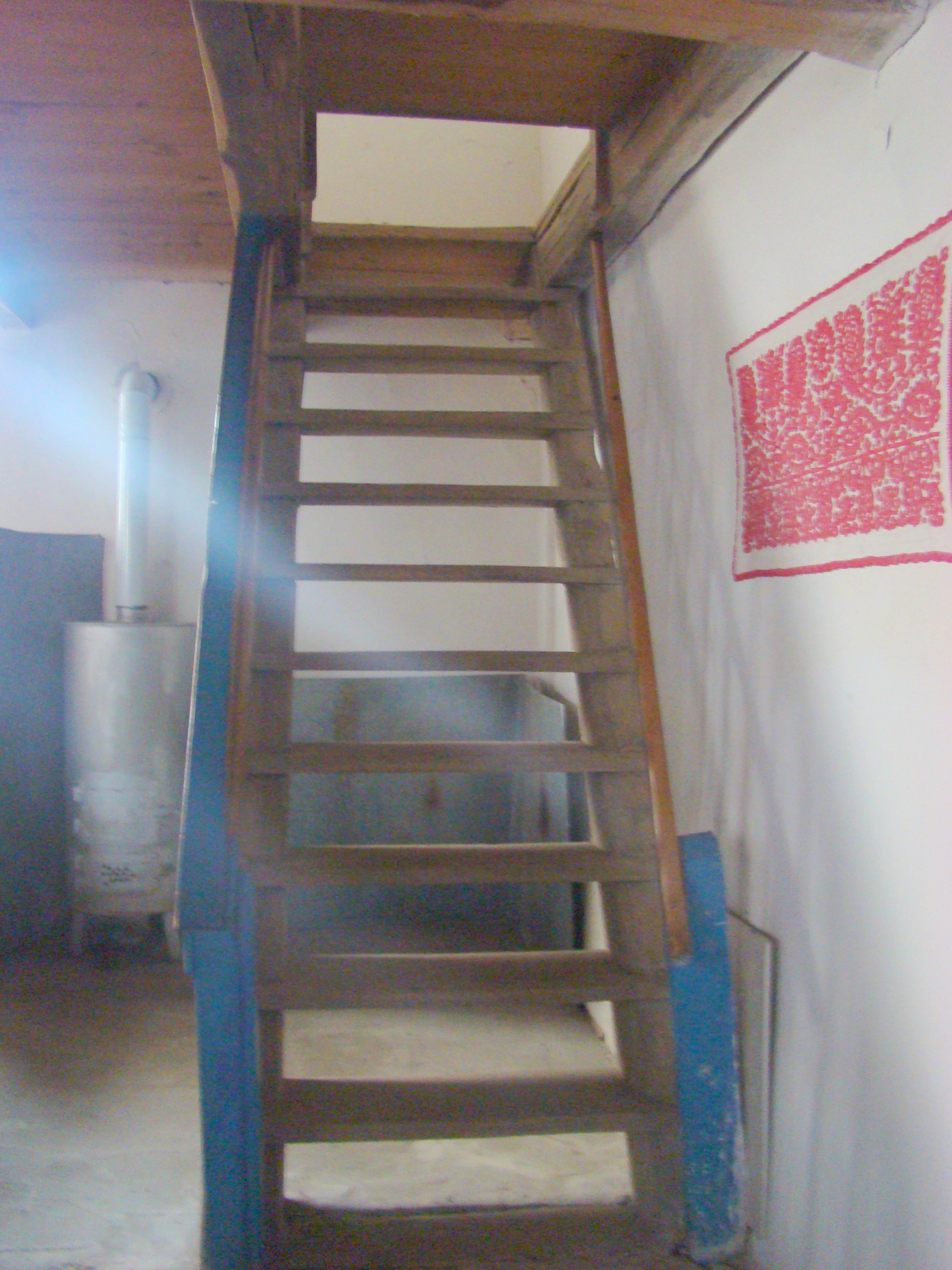
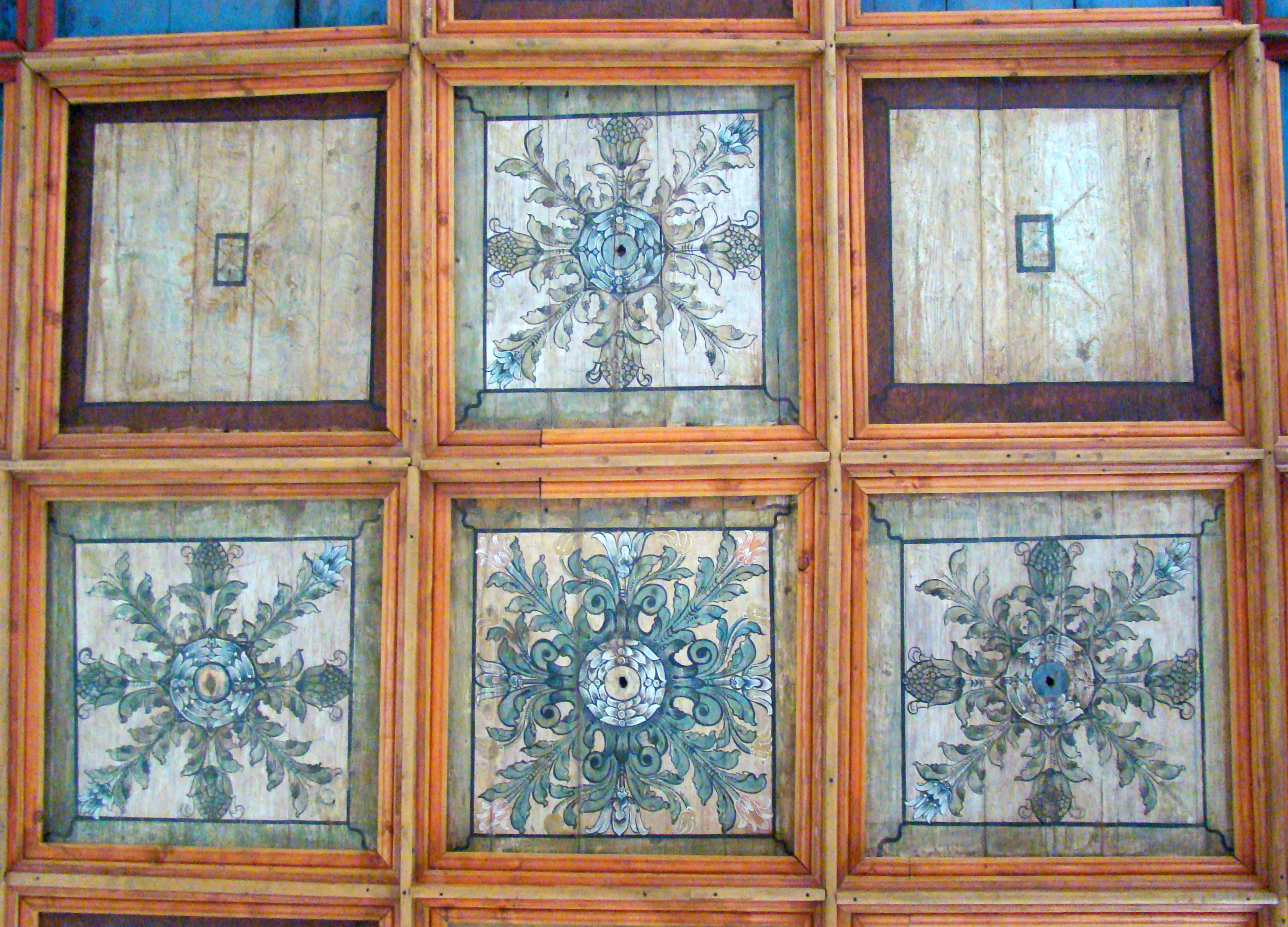
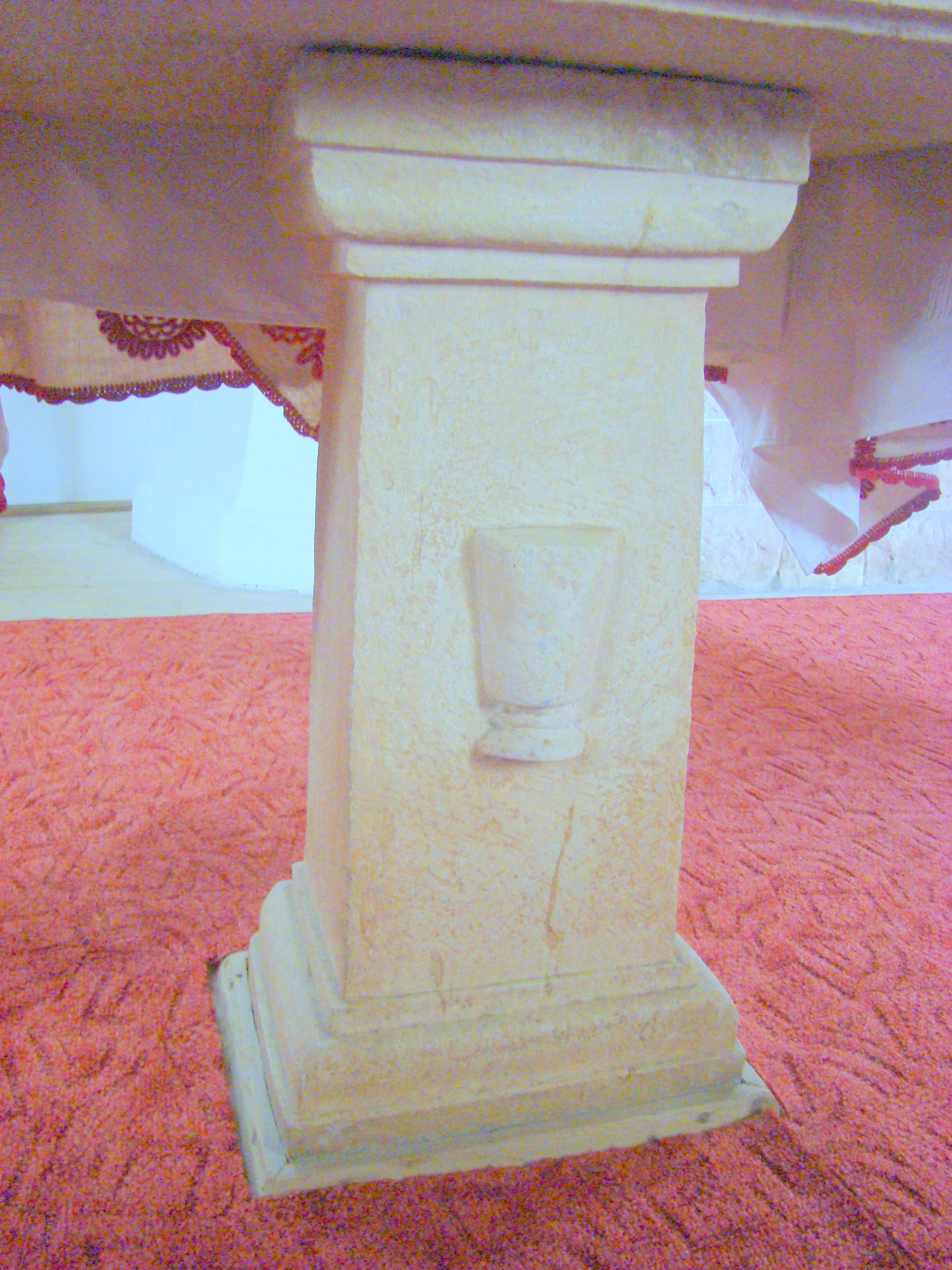
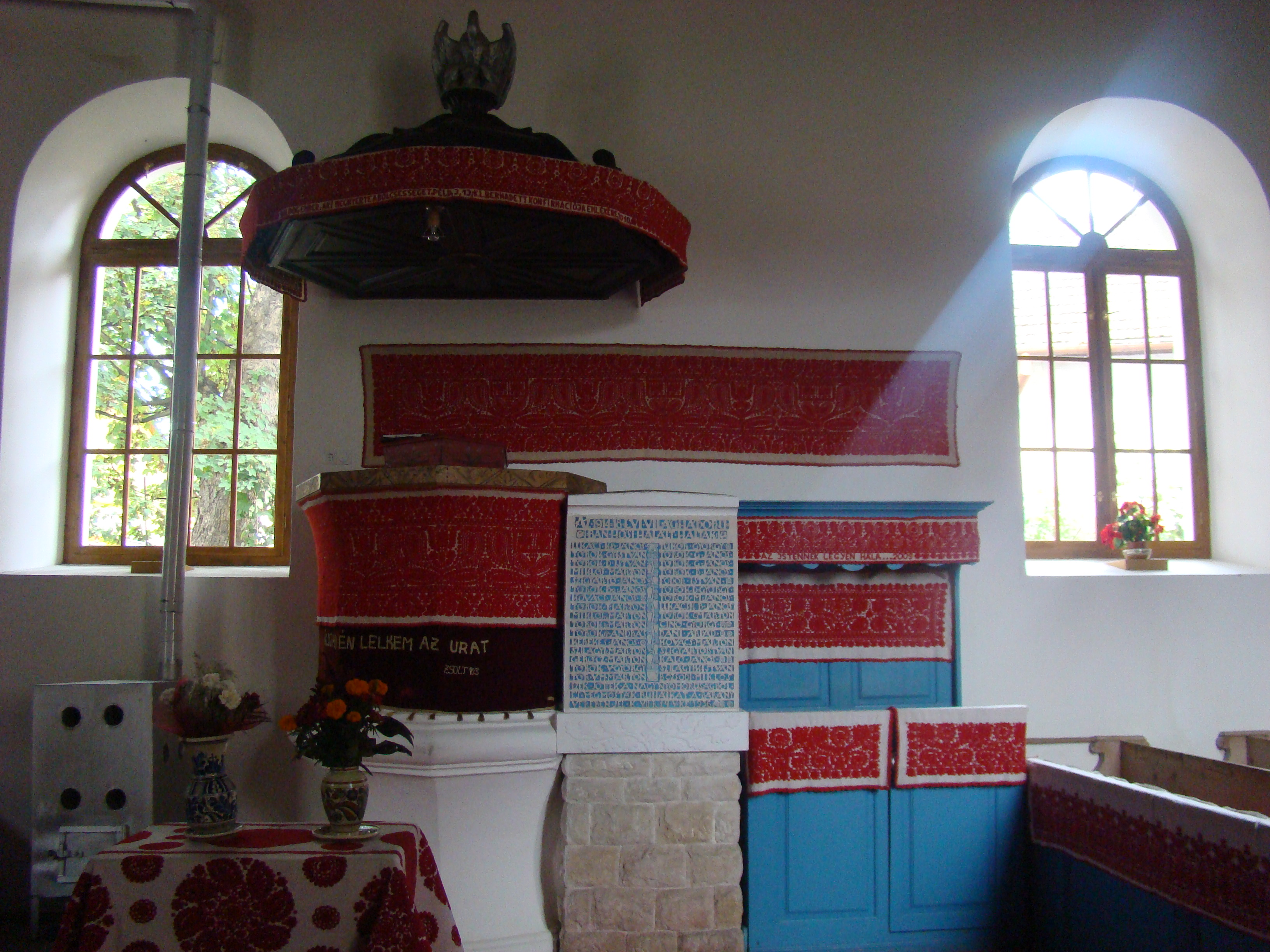
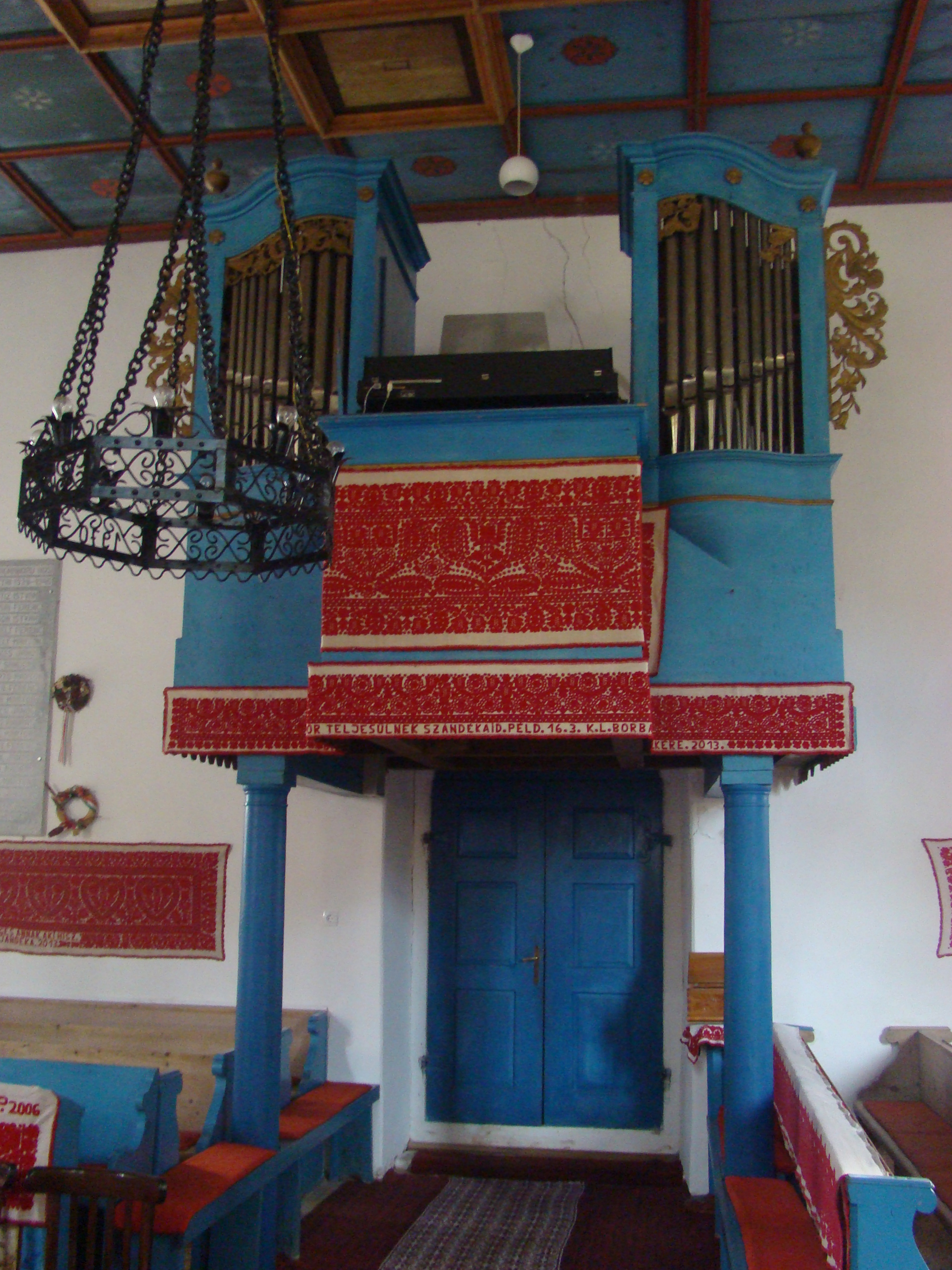